# 香港基督宗教教會列表
香港約有140萬人信奉基督宗教，除超過一半（104萬）為新教徒外，另有39.2萬天主教徒，而東正教和科普特教會也在香港設有牧區。
以下是香港的基督教教派及其屬下教會列表：

## 天主教會
天主教會於1841年在港設立傳教區，1946年升格為教區。現時全港約有392,000名天主教徒。

### 港島東總鐸區

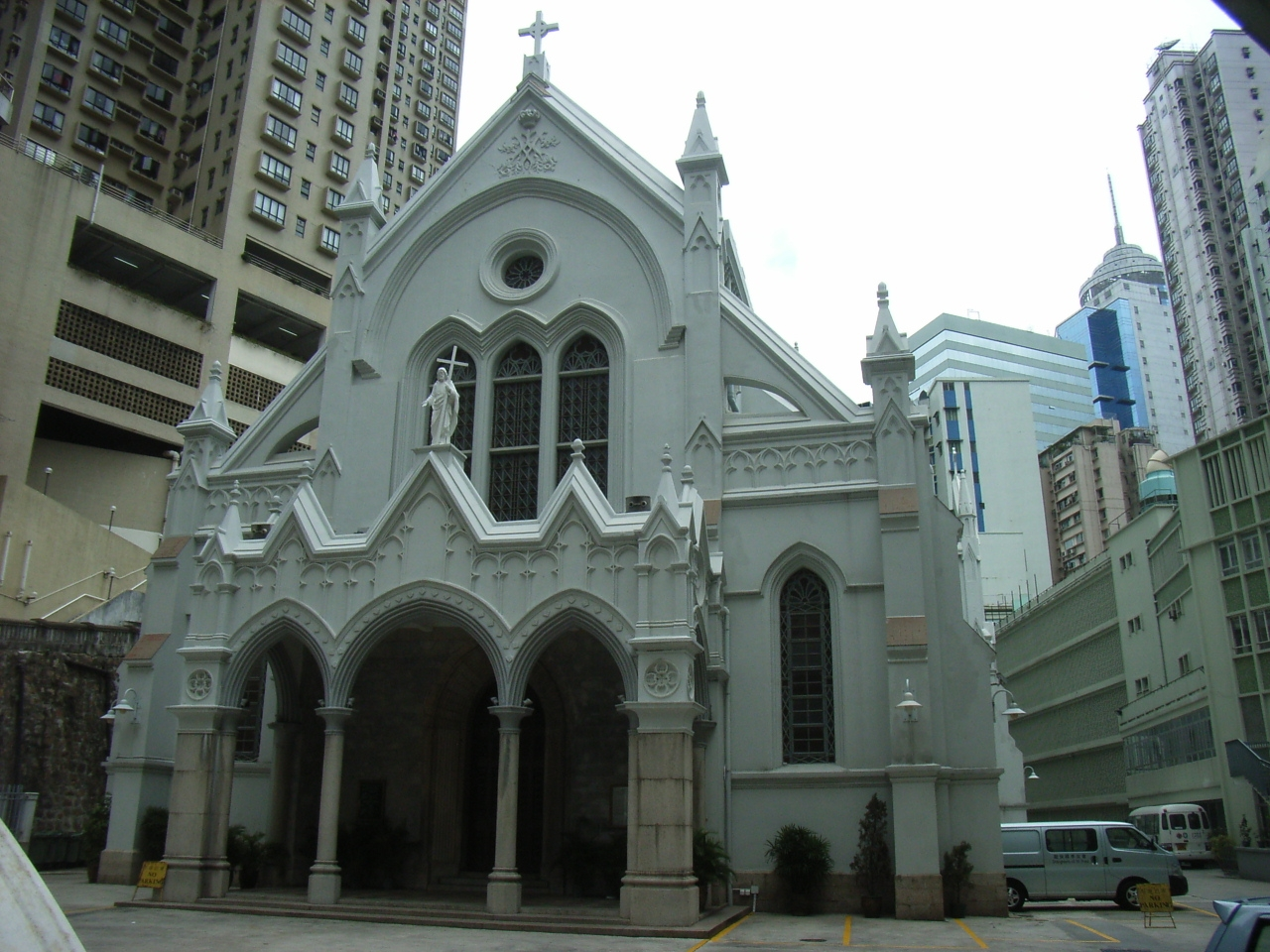
聖母無原罪主教座堂

- 聖母無原罪主教座堂區（Cathedral of the Immaculate Conception）
- 聖十字架堂區（Holy Cross Church）
- 海星堂區（Star of the Sea Church）
- 聖母聖衣堂區（Our Lady of Mount Carmel Church）
- 聖猶達堂區（St. Jude's Church）
- 聖瑪加利大堂區（St. Margaret's Church）
- 聖亞納堂區（St. Anne's Church）
- 花園道聖若瑟堂區（St. Joseph's Church）

### 港島西南及離島總鐸區

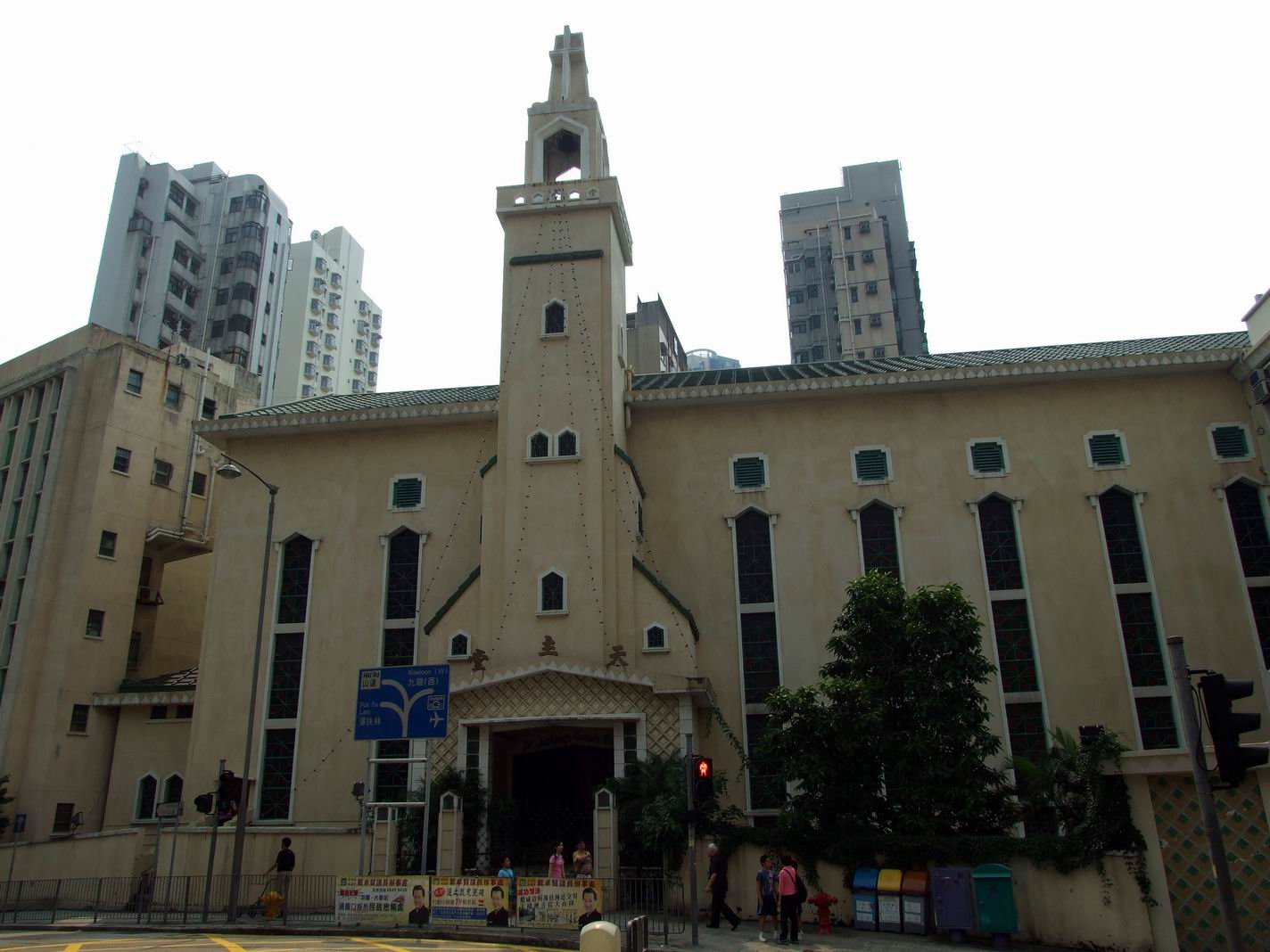
聖安多尼堂

- 露德聖母堂區（Our Lady of Lourdes Church）
- 聖母玫瑰堂區（Our Lady of the Rosary Church）
- 聖安多尼堂區（St. Anthony's Church）
- 聖伯多祿多區（St. Peter's Church）
- 花地瑪聖母堂區（Our Lady of Fatima Church）

### 西南九龍總鐸區

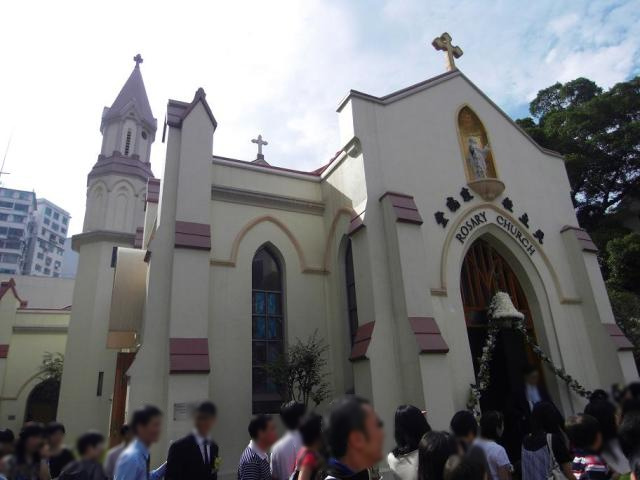
玫瑰堂

- 聖老楞佐堂區（St. Lawrence's Church）
- 聖德肋撒堂區（St. Teresa's Church)
- 聖方濟各堂區（St. Francis of Assisi Church）
- 聖保祿堂區（St. Paul's Church）
- 聖母堂區（St. Mary's Church）
- 玫瑰堂區（Rosary Church）
- 進教之佑堂區（Mary Help of Christians Church）
- 中華聖母堂區（Our Lady of China Church）

### 中九龍總鐸區

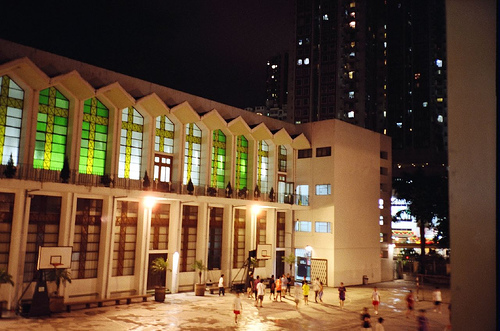
善導之母堂

- 基督勞工堂區（Christ the Worker Parish）
- 聖母院堂區（Notre Dame Chapel）
- 善導之母堂區（Mother of Good Counsel Church）
- 聖博德堂區（St. Patrick's Church）
- 聖文德堂區（St. Bonaventure Church）
- 聖家堂區（Holy Family Church）
- 九龍灣聖若瑟堂區（St. Joseph's Church）

### 東九龍總鐸區

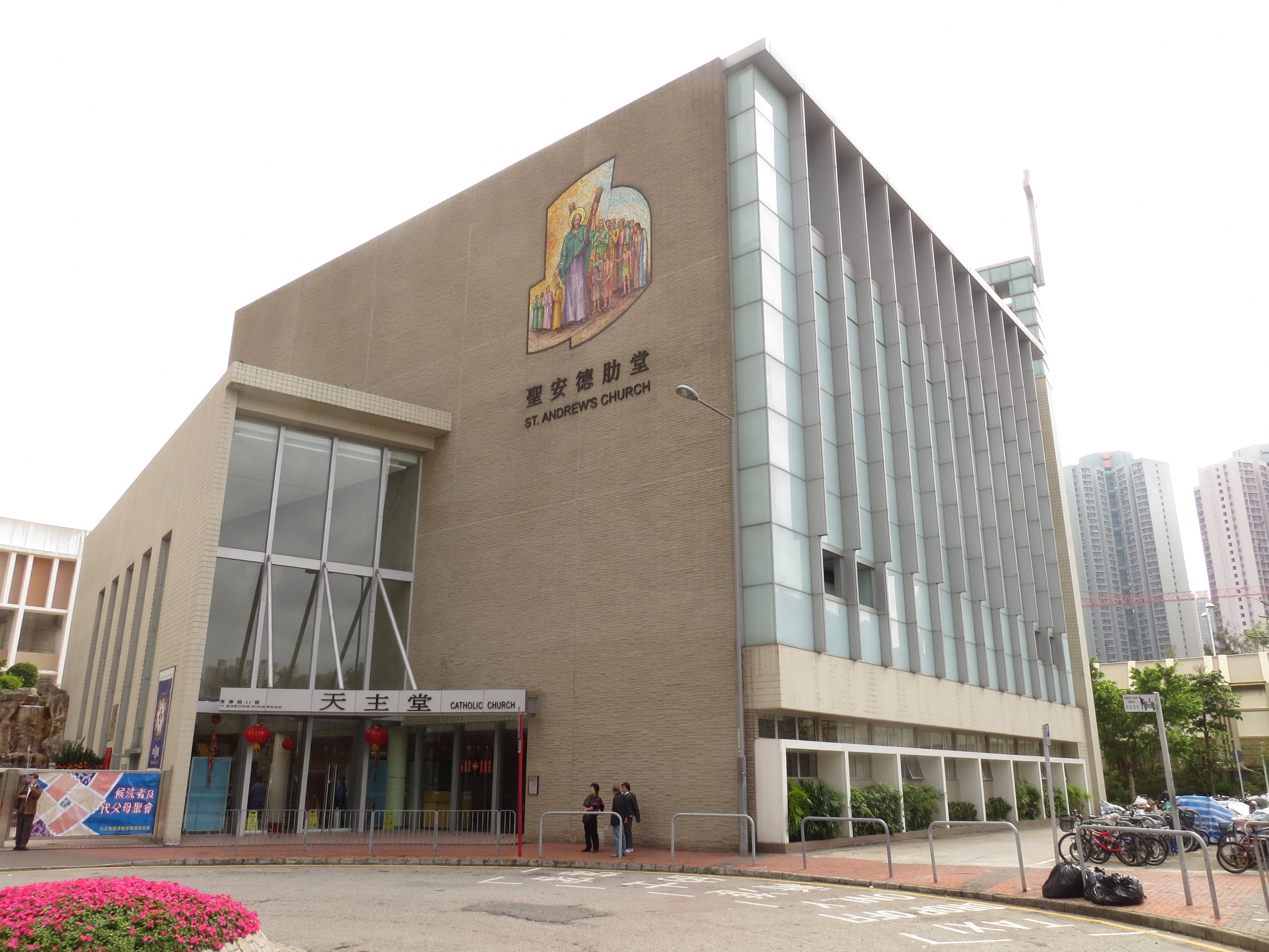
聖安德肋堂

- 聖雅各伯堂區（St. James' Church）
- 聖安德肋堂區（St. Andrew's Church）
- 聖愛德華堂區（St. Edward's Church）
- 耶穌復活堂區（Resurrection Church）
- 天神之后堂區（Our Lady Queen of Angels Church）
- 聖若翰堂區（St. John The Baptist Church）

### 新界東北總鐸區

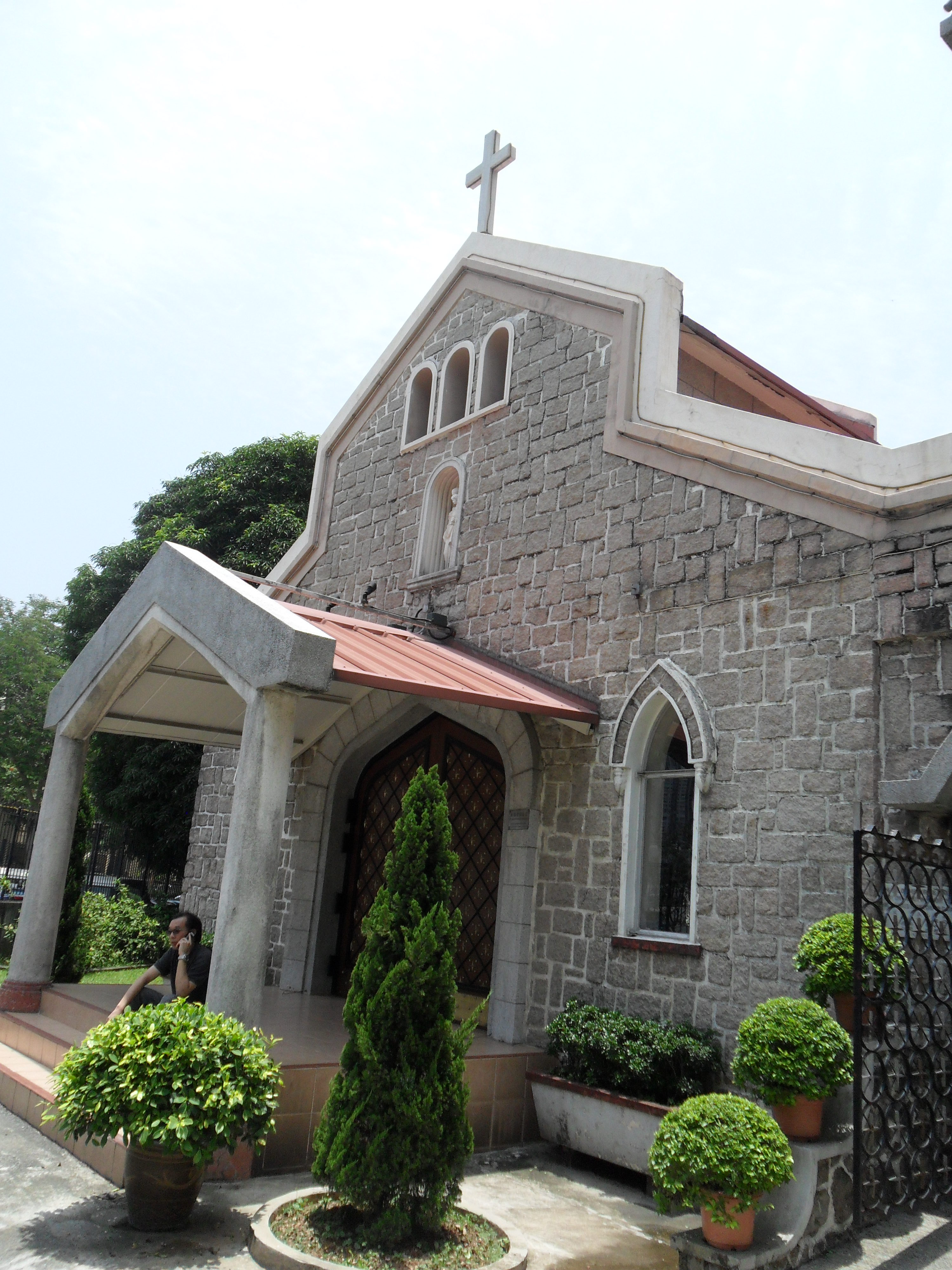
粉嶺聖若瑟堂

- 聖心堂區（Sacred Heart Church）
- 聖歐爾發堂區（St. Alfred's Church）
- 聖方濟堂區 （St. Francis' Church）
- 聖本篤堂區（St. Benedict Church）
- 聖母無玷之心堂區（Immaculate Heart of Mary Church）
- 聖若瑟堂區 （St. Joseph's Church）
- 基督之母堂區 （Mother of Christ Church）

### 新界西北總鐸區
- 聖葉理諾堂區（St. Jerome's Church）
- 聖伯多祿聖保祿堂區 （SS. Peter and Paul Church）
- 贖世主堂區 （Holy Redeemer Church）
- 聖瑪竇宗徒堂區（St. Matthew the Apostle Church）

### 新界西南總鐸區

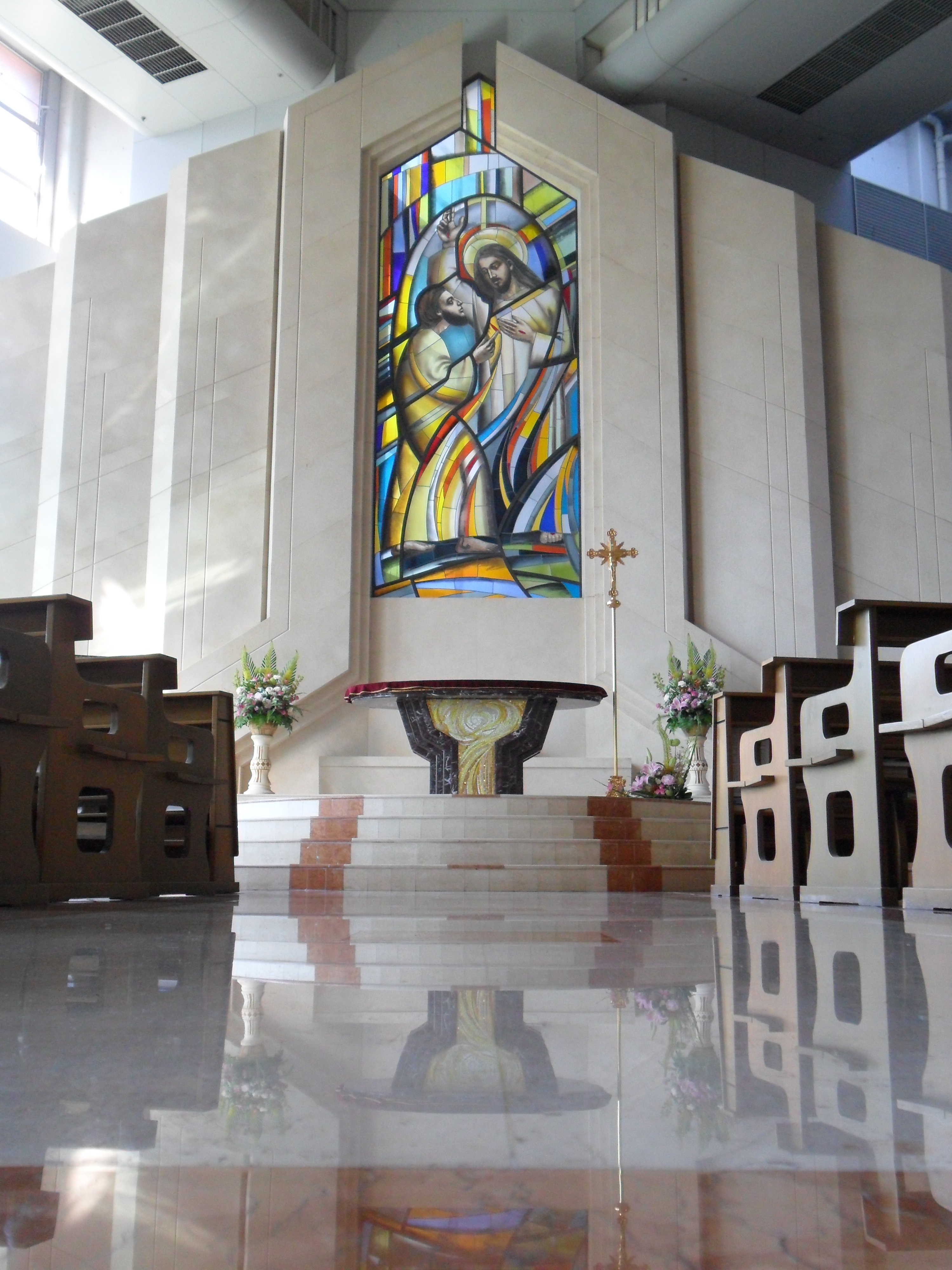
聖多默宗徒堂

- 聖斯德望堂區（St. Stephen's Church）
- 主顯堂區（Epiphany Parish）
- 聖多默宗徒堂區（St. Thomas the Apostle Church）
- 聖母領報堂區（Annunciation Church）
- 葛達二聖堂區（SS. Cosmas and Damian Church）
- 聖若望宗徒堂區（St. John The Apostle Church）

## 東正教會
- 正教會普世宗主教聖統香港及東南亞都主教教區（Orthodox Metropolitanate of Hong Kong and South East Asia (OMHKSEA)）
- 香港聖彼得聖保羅教堂（莫斯科宗主教區）（Saint Apostles Peter & Paul Orthodox Church in Hong Kong (Moscow Patriarchate)）

## 東方正統教會
- 科普特正教香港分會（St. Mark & St. Thomas Coptic Christian Orthodox Church HK）

## 基督新教
根據香港政府最新出版之《香港年報》，香港現時約有104萬名新教徒，當中約1300所會堂以華語講道。

### 聖公宗香港聖公會

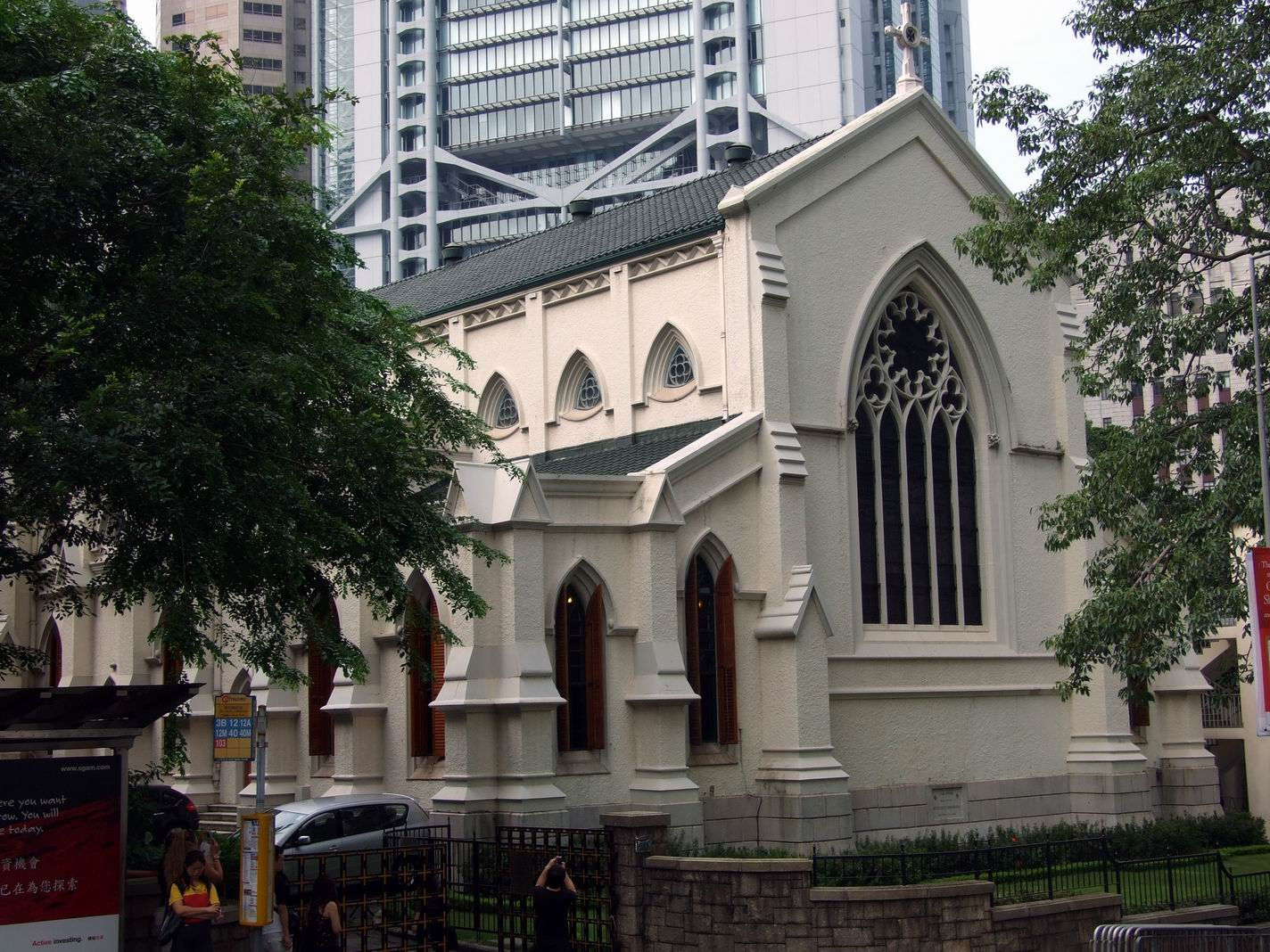
聖約翰座堂

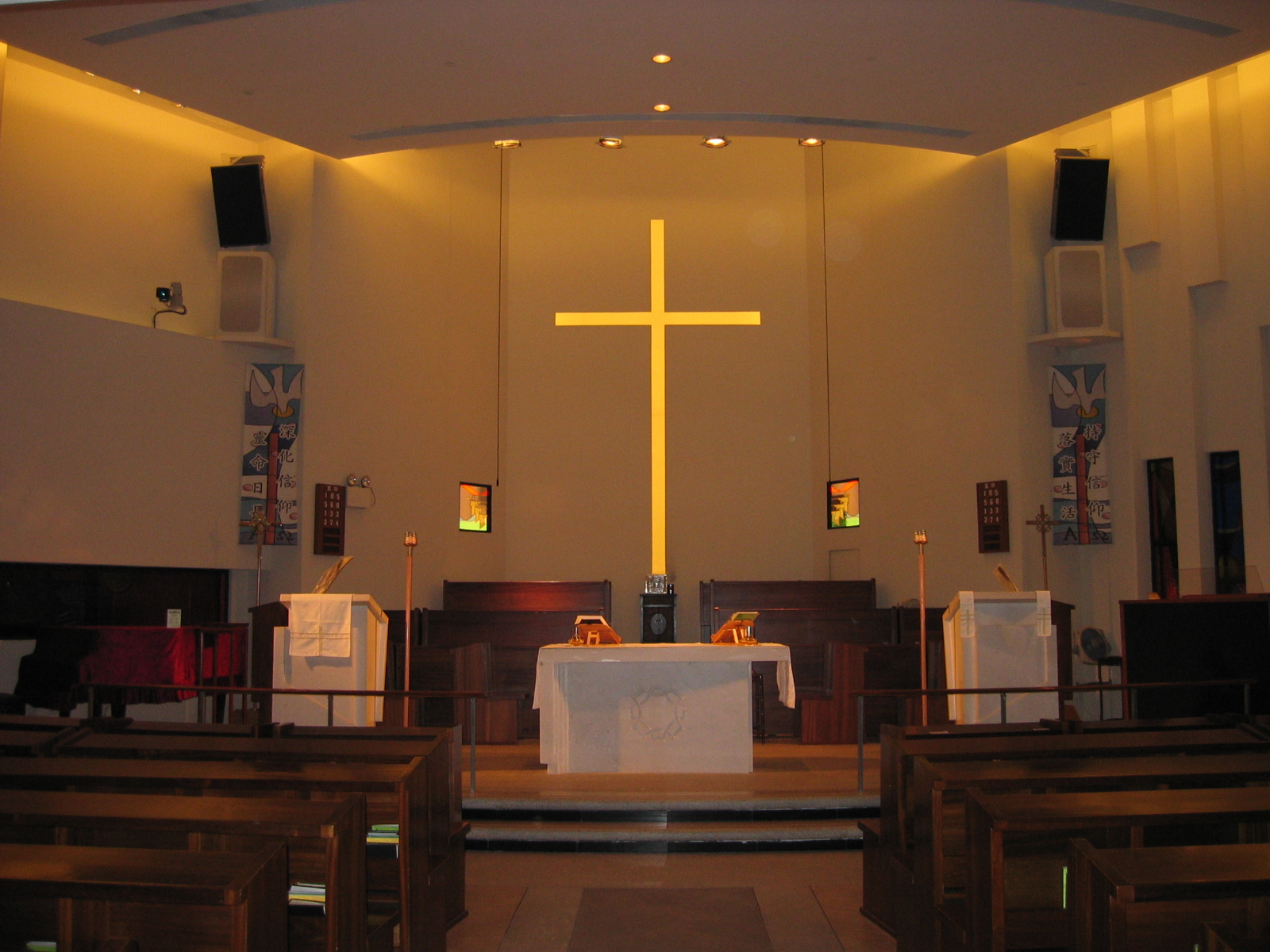
聖公會荊冕堂

#### 香港島教區
- 聖約翰座堂（St John's Cathedral）
- 聖保羅堂（St. Paul's Church）
- 聖馬利亞堂（St. Mary's Church）
- 北角聖彼得堂（St. Peter's Church, North Point）
- 聖路加堂（St. Luke's Church）
- 聖士提反堂（St. Stephen's Church）
- 聖提摩太堂（St. Timothy's Church）
- 聖雅各堂（St. James' Church）
- 基督榮光堂（Church of the Ascension）
- 弘道堂（Church of the Incarnation）
- 愉景灣堂（Discovery Bay Church）
- 以馬內利堂（Emmanuel Church）
- 聖恩堂（Grace Church）
- 主誕堂（Holy Nativity Church）
- 聖馬太堂（St. Matthew's Church）
- 赤柱聖士提反堂（St. Stephen's Chapel, Stanley）

#### 東九龍教區
- 聖三一座堂（Holy Trinity Cathedral）
- 聖十架堂（Calvary Church）
- 聖馬可堂（St. Mark's Church）
- 聖匠堂（Holy Carpenter Church）
- 頌主堂（Church of the Magnificat）
- 牧愛堂（Church of the Good Shepherd）
- 聖巴拿巴堂（St. Barnabas' Church）
- 基樂堂（Kei Lok Church）
- 慈光堂（Kindly Light Church）
- 聖道堂（Church of the Holy Word）
- 施洗聖約翰堂（Church of St. John the Baptist）
- 靈風堂（Holy Spirit Church）
- 聖提多堂（St. Titus' Church）
- 救主堂（Church of Our Saviour）
- 聖智堂（Holy Wisdom Church）
- 基督堂（Christ Church）
- 沙田堂（Shatin Anglican Church）
- 復活堂（Resurrection Church）
- 基督顯光堂（Church of the Transfiguration）
- 聖奧古斯丁小堂（St. Augustine's Chapel）（拔萃男書院內）

#### 西九龍教區
- 諸聖堂（All Saints' Cathedral）
- 荊冕堂（Crown of Thorns Church）
- 主愛堂（Church of the Divine Love）
- 基愛堂（Kei Oi Church）
- 聖安德烈堂（St. Andrew's Church）
- 聖約瑟堂（St. Joseph's Church）
- 聖馬提亞堂（St. Matthias' Church）
- 青山聖彼得堂（St. Peter's Church, Castle Peak）
- 聖腓力堂（St. Philip's Church）
- 聖多馬堂（St. Thomas' Church）
- 基督顯現堂（The Church of the Epiphany）
- 聖安堂（The Church of Shalom）

### 信義宗

#### 基督教香港信義會

##### 港島區
- 信愛堂（Faith Love Lutheran Church）
- 信望堂（Faith Hope Lutheran Church）
- 信樂堂（Faith Joy Lutheran Church）
- 主恩堂（Grace Lutheran Church）
- 灣仔堂（Wanchai Lutheran Church）
- 真愛堂（True Love Lutheran Church）
- 香港仔堂（Aberdeen Lutheran Church）

##### 九龍東區
- 真理堂（Truth Lutheran Church）
- 信恩堂（Shun Yan Lutheran Church）
- 永恩堂（Eternal Grace Lutheran Church）
- 鴻恩堂（Hung En Lutheran Church）
- 主愛堂（Lord's Love Lutheran Church）
- 靈安堂（Ling On Lutheran Church）
- 平安堂（Peace Lutheran Church）
- 聖保羅堂（St Paul Lutheran Church）
- 恩澤堂（Abundant Grace Lutheran Church）
- 腓力堂（Philip Lutheran Church）

##### 九龍西區
- 馬氏紀念禮拜堂（Martinson Memorial Lutheran Church）
- 頌恩堂（Praise Lutheran Church）
- 蒙恩堂（Amazing Grace Lutheran Church）
- 深信堂（Faith Lutheran Church）
- 鑽石堂（Diamond Lutheran Church）
- 永生堂（Eternal Life Lutheran Church）
- 長沙灣堂（Cheung Sha Wan Lutheran Church）
- 基恩堂（Mei Foo Grace Lutheran Church）

##### 屯門及元朗區
- 元朗生命堂（Life Lutheran Church, Yuen Long）
- 元光堂（Yuen Long Light Lutheran Church）
- 天耀生命堂（Tin Yiu Life Lutheran Church）
- 錦上生命堂（Kam Sheung Life Lutheran Church）
- 榮真堂（Wing Jan Lutheran Church）
- 靈康堂（Ling Hong Lutheran Church）
- 尊聖堂（Tuen Mun Lutheran Church）
- 靈暉堂（Ling Fai Lutheran Church）
- 宏信堂（Vineyard Lutheran Church）

##### 荃灣、葵青及大嶼山
- 道恩堂（Tao Yan Lutheran Church）
- 天恩堂（Grace Lutheran Church (Tsuen Wan)）
- 葵恩堂（Kwai Yan Lutheran Church）
- 中心堂（Centre Lutheran Church）
- 福樂堂（Joy Lutheran Church）
- 合一堂（United Lutheran Church）
- 青衣靈工堂（Tsing Yi Lutheran Ling Kung Church）
- 青衣靈匠堂（Tsing Yi Carpenter Lutheran Church）

##### 沙田區
- 活靈堂（Living Spirit Lutheran Church）
- 救恩堂（Salvation Lutheran Church）
- 沐恩堂（Anointed Grace Lutheran Church）
- 道風山堂（Tao Fong Shan Lutheran Church）
- 馬鞍山真理堂（Ma On Shan Truth Lutheran Church）
- 堅信堂（Abiding Faith Lutheran Church）

##### 北區
- 榮光堂（Gloria Lutheran Church）
- 活道堂（Living Word Lutheran Church）
- 頌主堂（Hallelujah Lutheran Church）
- 靈合堂（Communion Lutheran Church）

#### 中華基督教禮賢會
- 九龍堂
- 上水堂
- 大埔堂
- 大埔金福堂
- 中心堂
- 元朗堂
- 天水圍堂
- 沙角堂
- 紅磡堂
- 香港堂
- 粉嶺堂
- 荃灣堂
- 彩雲堂
- 梨木樹堂
- 慈雲山堂
- 葵盛堂
- 鴨婣洲堂
- 禮中堂
- 灣仔堂

#### 香港路德會

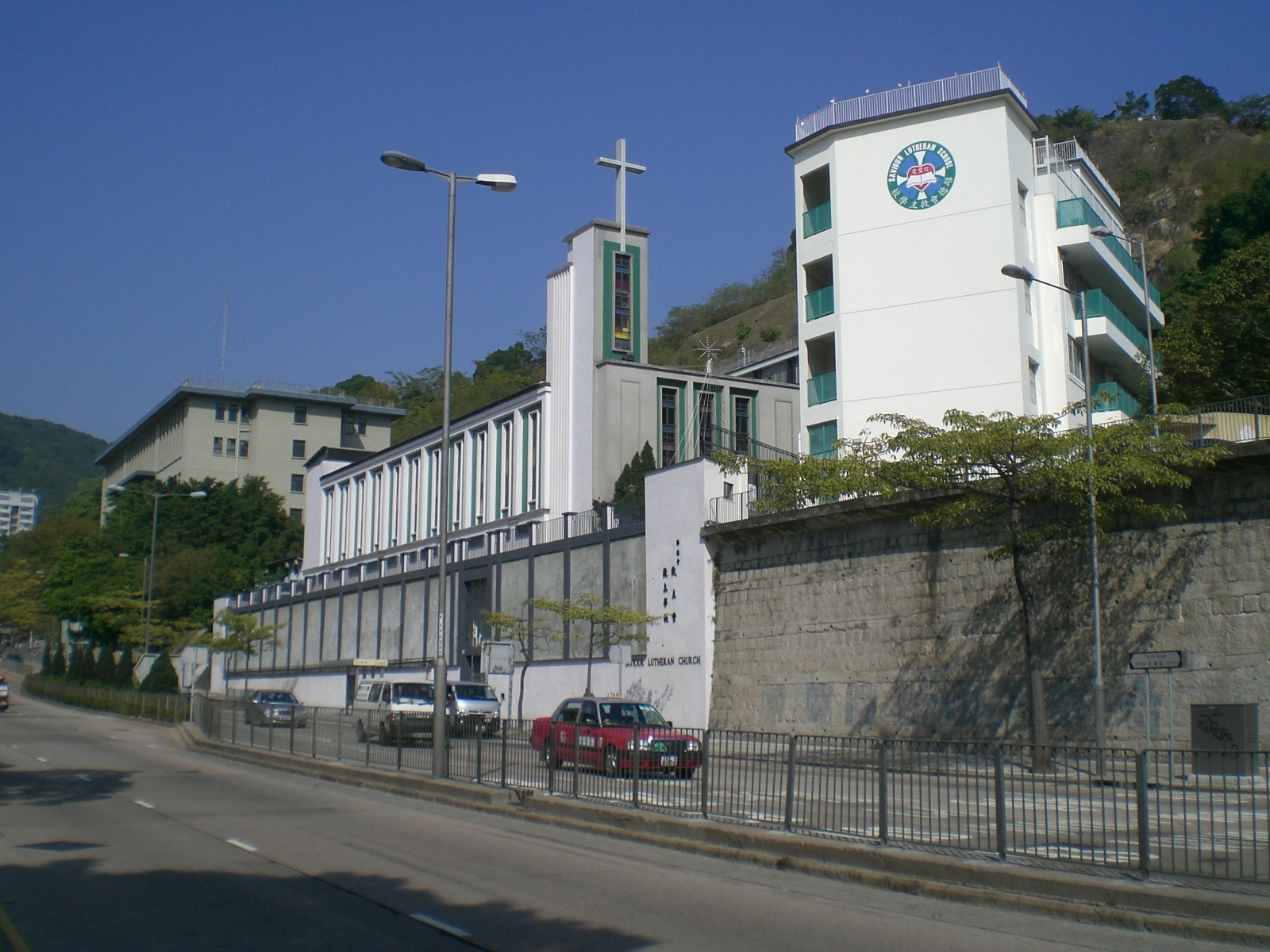
香港路德會救主堂

- 頌恩堂（彌敦道）
- 頌恩堂（長沙灣）
- 協同堂
- 永恩堂
- 永生堂
- 錫安堂
- 愛心堂
- 生命堂
- 救主堂
- 救主基督堂
- 救恩堂
- 聖三一堂
- 聖馬太堂
- 沙崙堂
- 聖十架堂
- 友安堂
- 聖馬可堂
- 聖腓力堂
- 象山堂
- 以琳堂
- 恩典堂
- 牧民堂
- 九龍聾啞堂
- 真道堂
- 聖雅各堂
- 恩光堂

#### 南亞路德會

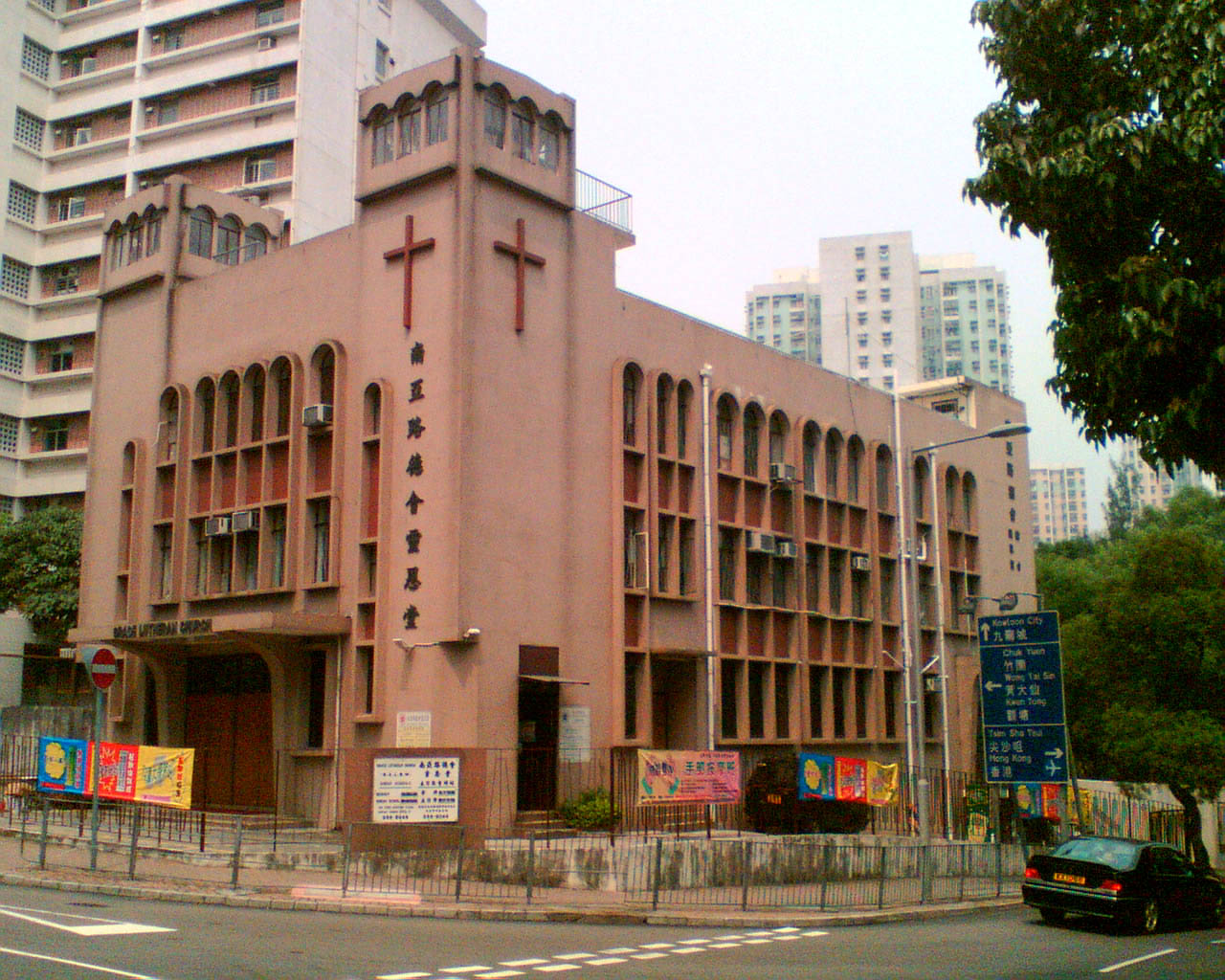
南亞路德會靈恩堂

- 靈恩堂（SALEM-Grace Lutheran Church）
- 深恩堂（SALEM-Amazing Grace Lutheran Church）
- 以勒堂（SALEM-Jireh Lutheran Church）
- 沐恩堂 （页面存档备份，存于）（SALEM-Tai Po Lutheran Church）
- 沐愛堂 （页面存档备份，存于）（SALEM-Agape Lutheran Church）
- 元朗堂（SALEM-Yuen Long Lutheran Church）
- 三聖堂（SALEM-Sam Shing Lutheran Church）
- 友愛堂 （页面存档备份，存于）（SALEM-Yau Oi Lutheran Church）
- 永基堂（SALEM-Koinonia Lutheran Church）
- 筲箕灣堂（SALEM-Shaukeiwan Lutheran Church）

### 基督教聖約教會

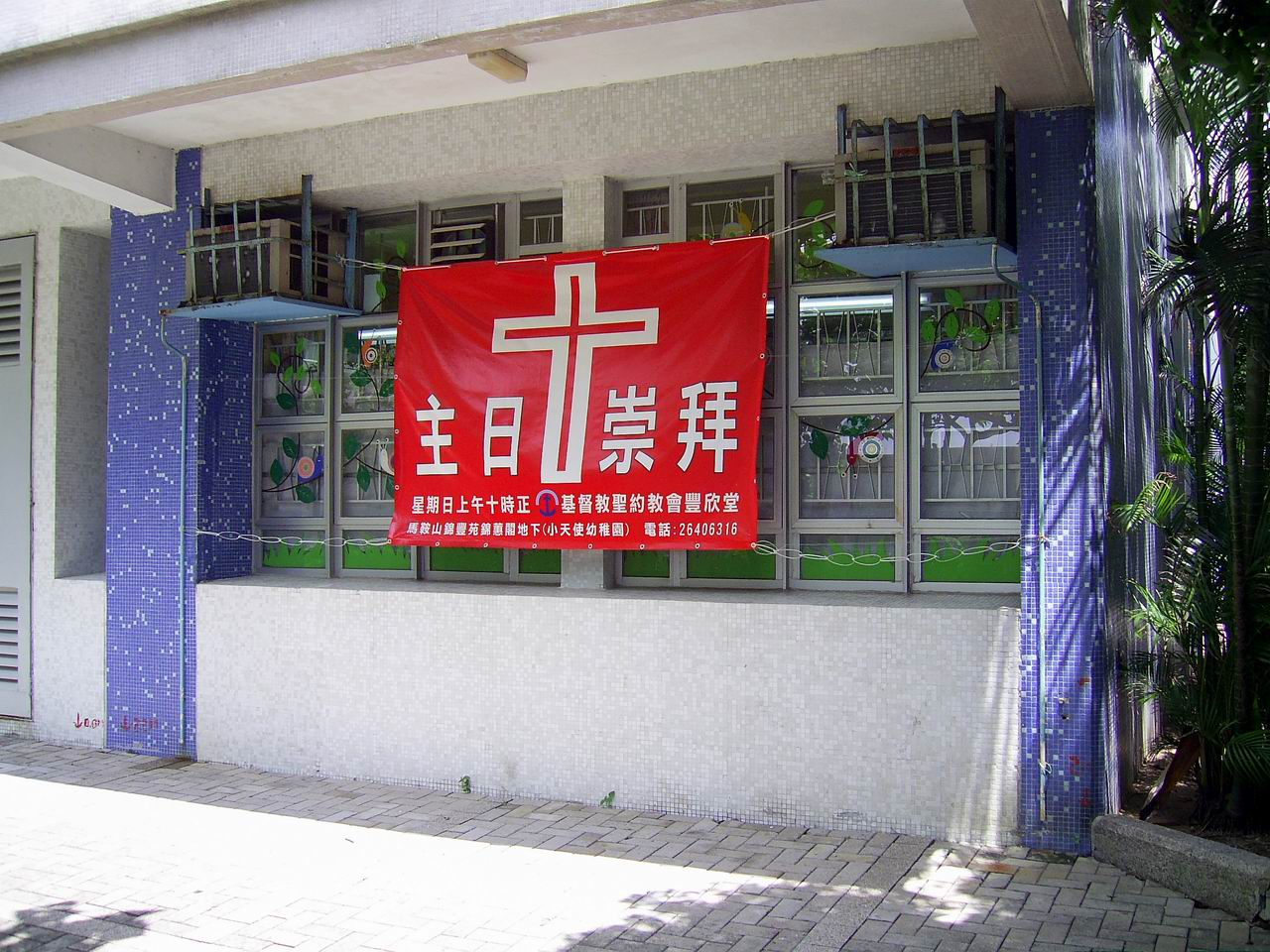
基督教聖約教會豐欣堂

#### 基督教香港崇真會
- 崇真會救恩堂
- 黃埔崇真堂
- 粉嶺救恩堂
- 筲箕灣崇真堂
- 深水埔崇真堂
- 屯門崇真堂
- 旺角崇真堂
- 錦泰崇真堂
- 崇真會粉嶺崇謙堂
- 西貢崇真堂
- 荃葵崇真堂
- 荃景崇真堂
- 富善崇真堂
- 沙田崇真堂
- 粉嶺海聯崇真堂
- 新翠崇真堂
- 將軍澳崇真堂
- 南華莆崇真堂
- 馬鞍山崇真堂
- 窩美崇真堂
- 大埔崇真堂
- 元朗崇真堂

#### 港澳信義會
- 信恩堂
- 聖恩堂
- 仁愛堂
- 活石堂
- 恩青堂
- 感恩堂
- 主恩佈道所
- 信安佈道所
- 明道佈道所

### 基督教聖約教會（页面存档备份，存于）
- 堅樂堂 Kin Lok Church
- 遠東堂 Oriental Church
- 麗道堂 Leto Church
- 堅中堂 Holm Glad Church
- 麗晶堂 Richland Church
- 恩臨堂 Yan Lam Church
- 耀安堂 Yiu On Church
- 堅恩堂 Grace Church
- 厚恩堂 Charis Church
- 豐欣堂 Joy Church
- 盛恩堂 Providence Church
- 恩樂堂 Yan Lok Church
- 行道堂 Logos Church

### 改革宗

#### 個別堂會
- 基督教元朗基道堂 （页面存档备份，存于） (Yuen Long Christ Foundation Church)
- 歸正福音基督教會 （页面存档备份，存于） (Reformed Evangelical Christian Church)
- 香港歸正福音教會 (Reformed Evangelical Church Hong Kong)
- 基督教改革宗長老會愛加倍福音堂 (Christian Reformed Presbyterian Agape Gospel Church)

#### 改革宗浸信會（獨立）
- 香港改革宗三一浸信教會 （页面存档备份，存于） (Trinity Church of Hong Kong, Reformed Baptist)
- 恩典福音教會 （页面存档备份，存于） (Grace Reformed Evangelical Church)

#### 香港改革宗長老會
- 韓華恩約教會 （页面存档备份，存于） (Hon Wah Covenant Church)
- 韓華恩典教會

#### 金巴崙長老會
- 禧臨堂（Xi Lin Cumberland Presbyterian Church）
- 耀道堂（Yao Dao Cumberland Presbyterian Church）
- 道顯堂（Tao Hsien Cumberland Presbyterian Church）
- 牧民堂（Mu Min Cumberland Presbyterian Church）
- 北角堂（North Point Cumberland Presbyterian Church）
- 沙田堂（Shatin Cumberland Presbyterian Church）
- 九龍堂（Kowloon Cumberland Presbyterian Church）
- 澳門堂（Macau Cumberland Presbyterian Church）
- 長洲堂（Cheung Chau Cumberland Presbyterian Church）
- 寶臨堂（Po Lam Cumberland Presbyterian Church）

#### 中華基督教會香港區會
- 合一堂
  - 合一堂香港堂
  - 合一堂九龍堂
  - 合一堂北角堂
  - 合一堂港運城佈道所
  - 合一堂馬鞍山堂
- 公理堂
  - 公理堂禮頓道堂
  - 公理堂必列者士街堂
- 灣仔堂
- 紅磡基道堂
- 天約堂
- 柴灣堂
- 小西灣堂
- 聖光堂
- 基灣堂
- 基愛堂
- 香港閩南堂
- 香港閩南堂北角堂
- 香港閩南堂香港仔堂
- 鰂魚涌堂
- 基富堂
- 望覺堂
- 深愛堂
- 長老堂
- 海南堂
- 基華堂
- 澳門海南堂
- 國語堂
- 觀塘國語堂
- 錦江紀念禮拜堂
- 協和堂
- 傳恩堂
- 梁發紀念禮拜堂
- 油塘梁發紀念禮拜堂
- 基真堂
- 基磐堂
- 嶺東堂
- 油麻地基道堂
- 基道堂（前稱為「長沙灣基道堂」，因由長沙灣搬至佐敦而易名）
- 英華堂
- 基道大埔堂
- 基道堂第三堂
- 基道旺角堂
- 香港志道堂
- 青衣志道堂
- 全完堂
- 葵涌全完堂
- 青衣全完堂
- 元朗堂
- 元朗堂天水圍分堂
- 屯門堂

- 龍門佈道所

- 田景堂
- 大埔堂

- 大埔堂富善佈道所

- 廣福堂
- 上水堂

- 主蔭堂

- 沙田堂

- 馬灣基慧堂

- 基禾堂
- 長洲堂
- 林馬堂
- 梅窩堂
- 志道堂
- 雅各堂

### 循道宗

#### 香港基督教循道衞理聯合教會
- 九龍堂
- 大埔堂
- 天水圍堂
- 北角堂
- 北角衞理堂
- 主恩堂
- 安素堂
- 沙田堂
- 亞斯理堂
- 香港堂
- 信望堂
- 神愛堂
- 馬鞍山堂
- 將軍澳堂
- 愛華村堂
- 救主堂
- 國際禮拜堂
- 筲箕灣堂
- 廣源堂
- 鴨脷洲堂
- 禧恩堂
- 藍田堂
- 鯉魚門堂
- 麗瑤堂
- 觀塘堂

### 浸信宗

#### 香港浸信會聯會

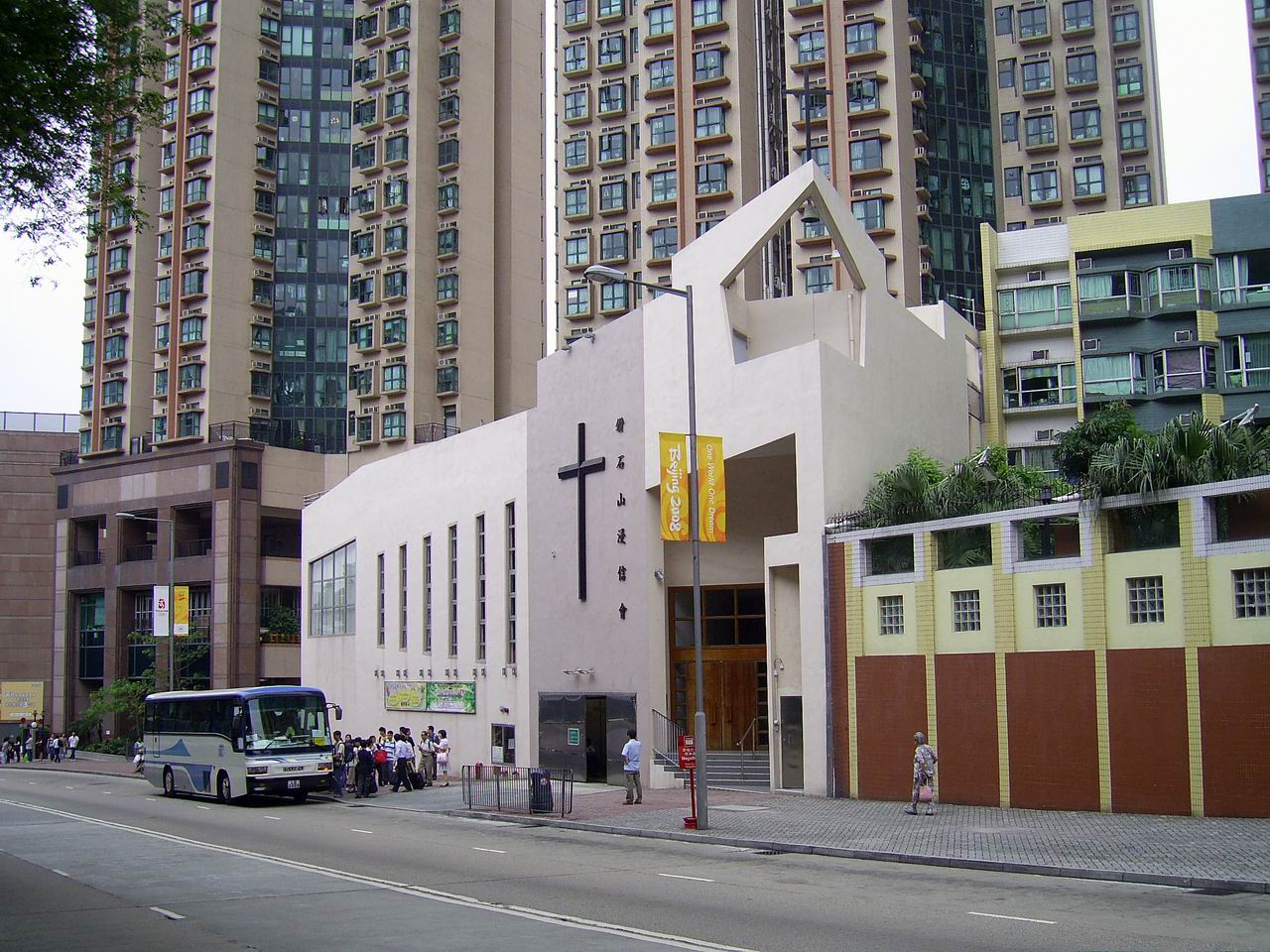
鑽石山浸信會

- 又新浸信會
- 九龍城浸信會
  - 九龍城浸信會啟福福音堂
  - 九龍城浸信會嘉福禮拜堂
- 大學浸信會
- 元朗浸信會
- 尖沙嘴浸信會
- 牛頭角浸信會
- 勝利道潮語浸信會
- 沙田浸信會
- 香港浸信教會
  - 香港浸信教會好鄰舍福音堂
- 荃灣浸信會
- 第一城浸信會
- 筲箕灣浸信會
- 柴灣浸信會
- 上環浸信會
- 上環浸信會寶田福音堂
- 圓州角浸信會
- 觀塘浸信會
- 觀塘潮語浸信會
- 慈雲山浸信會
- 沙田潮語浸信會
- 博愛潮語浸信會
- 大埔浸信會
- 阡陌社區浸信會
- 真理基石浸信會

#### 真理浸信會
- 真理堂
- 富恩堂
- 雍基堂（粉嶺區教會）
- 榮光堂

#### 基督教恩友會
- 恩友會

#### 香港浸信宣道會
- 明基堂
- 明道堂
- 明頌堂
- 明恩堂
- 恩禾堂
- 恩典堂
- 恩門堂
- 恩雨堂
- 恩樂堂
- 恩霖堂
- 恩禧堂
- 啟業堂
- 榮基堂
- 耀基堂

#### 萬國宣道浸信會

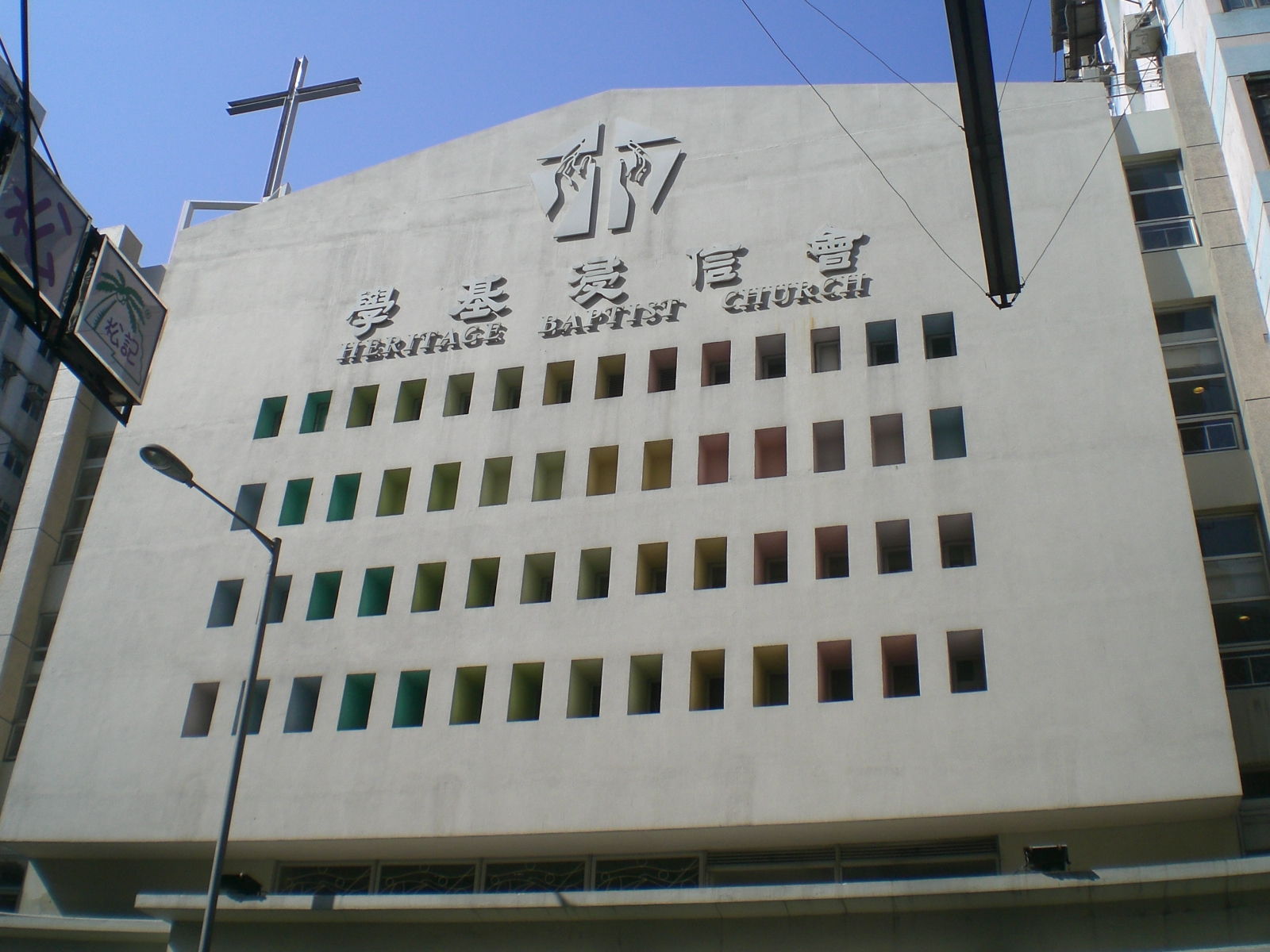
學基浸信會

- 十字架山浸信會
- 大興浸信會
- 白田浸信會
- 石蔭宣道浸信會
- 花園大廈浸信會
- 和樂浸信會
- 長康浸信會
- 恆安浸信會
- 荔景浸信會
- 荃灣眾安浸信會
- 順安浸信會
- 葵芳浸信會
- 葵盛浸信會
- 綠楊浸信會
- 學基浸信會
- 駿發花園浸信會
- 寶林浸信會
- 深恩浸信會
- 銘恩浸信會
- 沐恩浸信會

#### 其他
- 仁光浸禮教會

### 中國基督教播道會

#### 香港區
- 靈泉堂
- 基泉堂
- 太古城堂
- 港福堂
- 康泉堂
- 同福銅鑼灣堂
- 同福柴灣堂
- 國際堂
- 靈福堂
- 愛秩序灣堂
- 歡恩堂

#### 九龍區

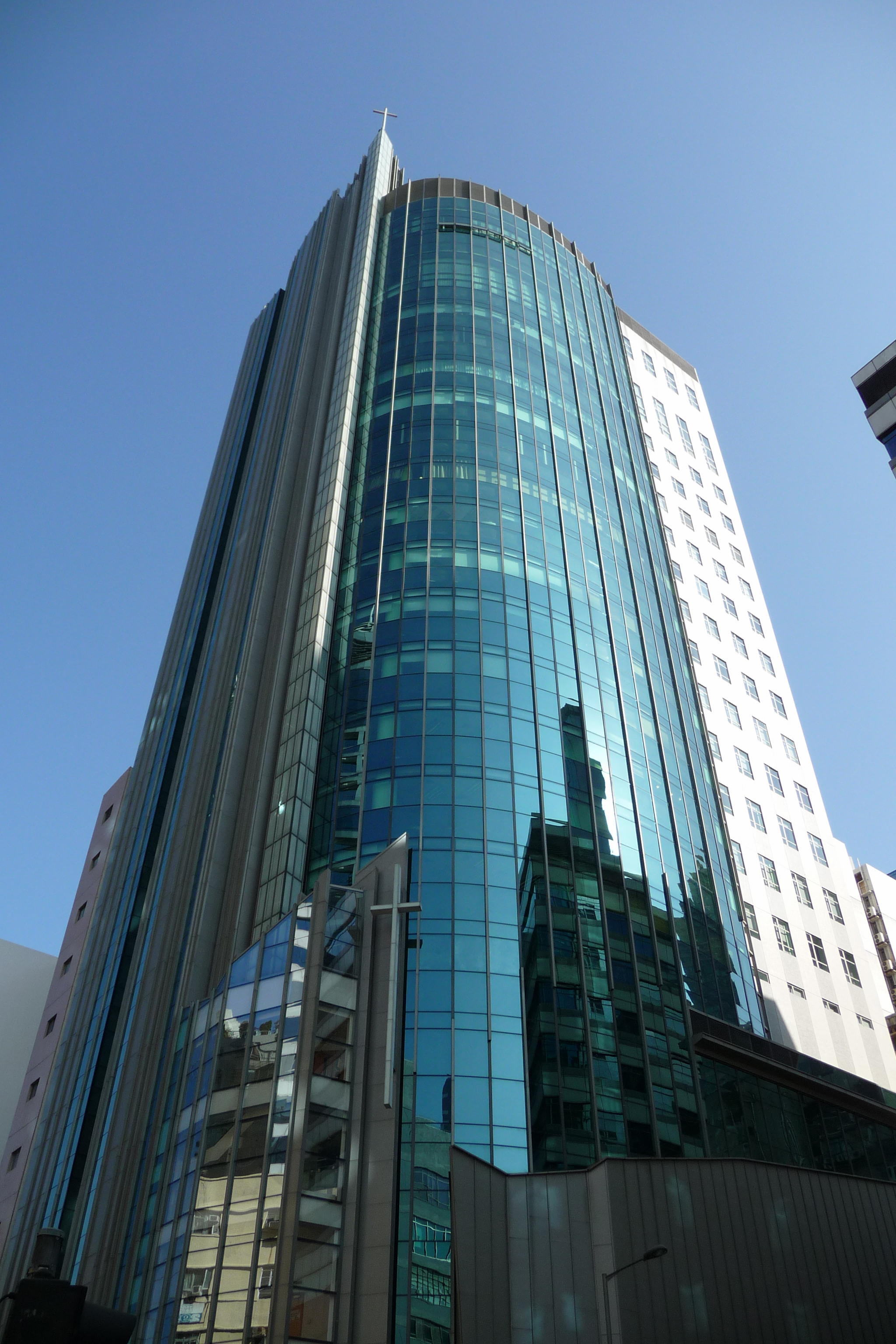
播道會恩福堂

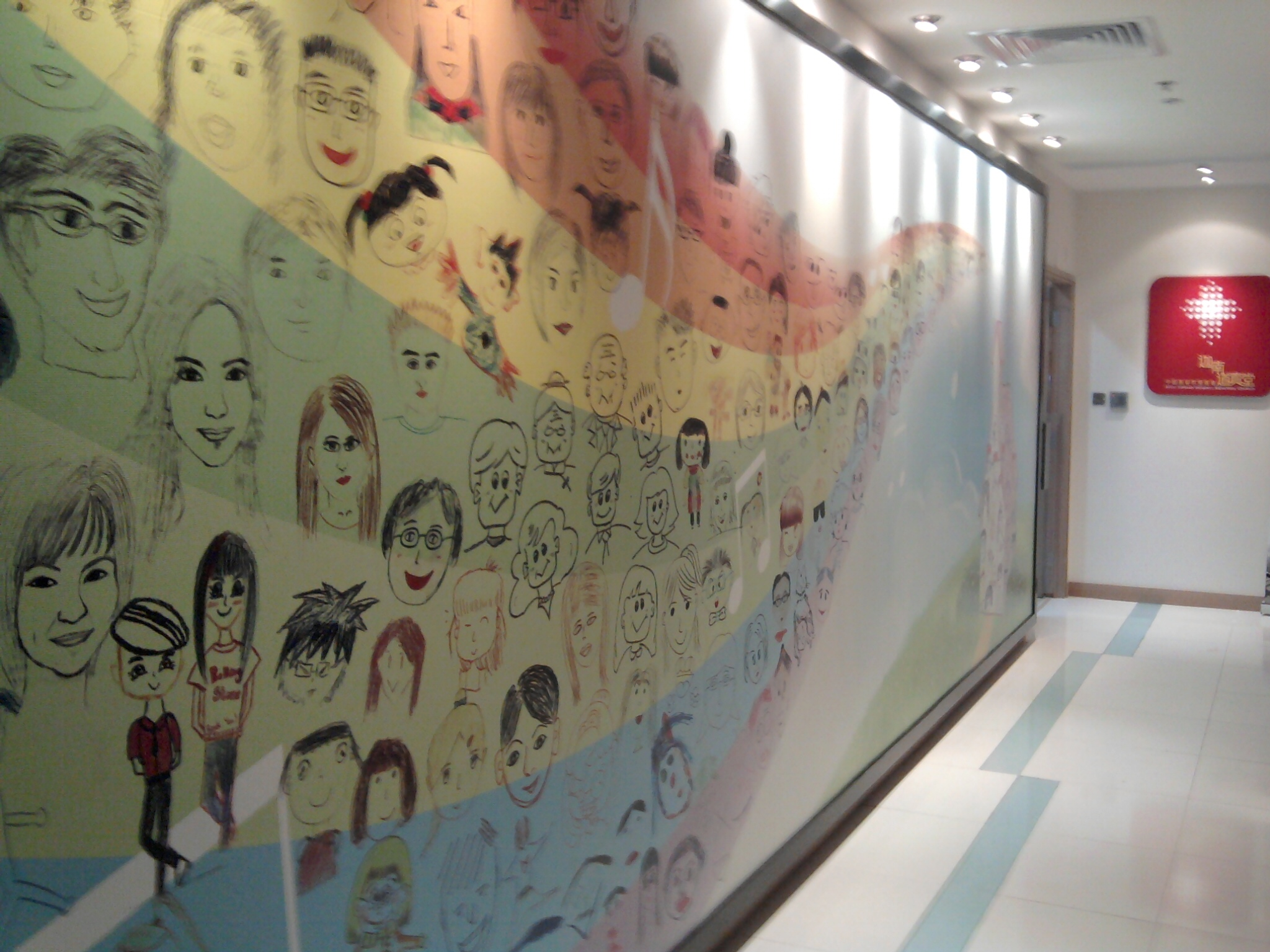
播道會迦南道真堂

- 天泉堂 （页面存档备份，存于）
- 恩泉堂 （页面存档备份，存于）
- 道真堂
- 活泉堂 （页面存档备份，存于）
- 福泉堂 （页面存档备份，存于）
- 甘泉堂 （页面存档备份，存于）
- 迦南道真堂 （页面存档备份，存于）
- 觀塘福音堂 （页面存档备份，存于）
- 窩打老道山福音堂 （页面存档备份，存于）
- 樂泉堂 （页面存档备份，存于）
- 新福堂
- 彩福堂 （页面存档备份，存于）
- 順安堂
- 和平堂 （页面存档备份，存于）
- 顯恩堂 （页面存档备份，存于）
- 恩福堂
  - 附屬機構：恩福聖經學院
- 興田邨道真堂(興田邨福音據點)
- 尖福堂 （页面存档备份，存于）
- 活愛堂 （页面存档备份，存于）
- 藍田福音堂 （页面存档备份，存于）
- 奇恩堂
- 樂恩福音堂 （页面存档备份，存于）
- 望福堂 （页面存档备份，存于）
- 泉福堂 （页面存档备份，存于）
- 恩福堂東九分堂
- 得勝堂

#### 新界及離島區

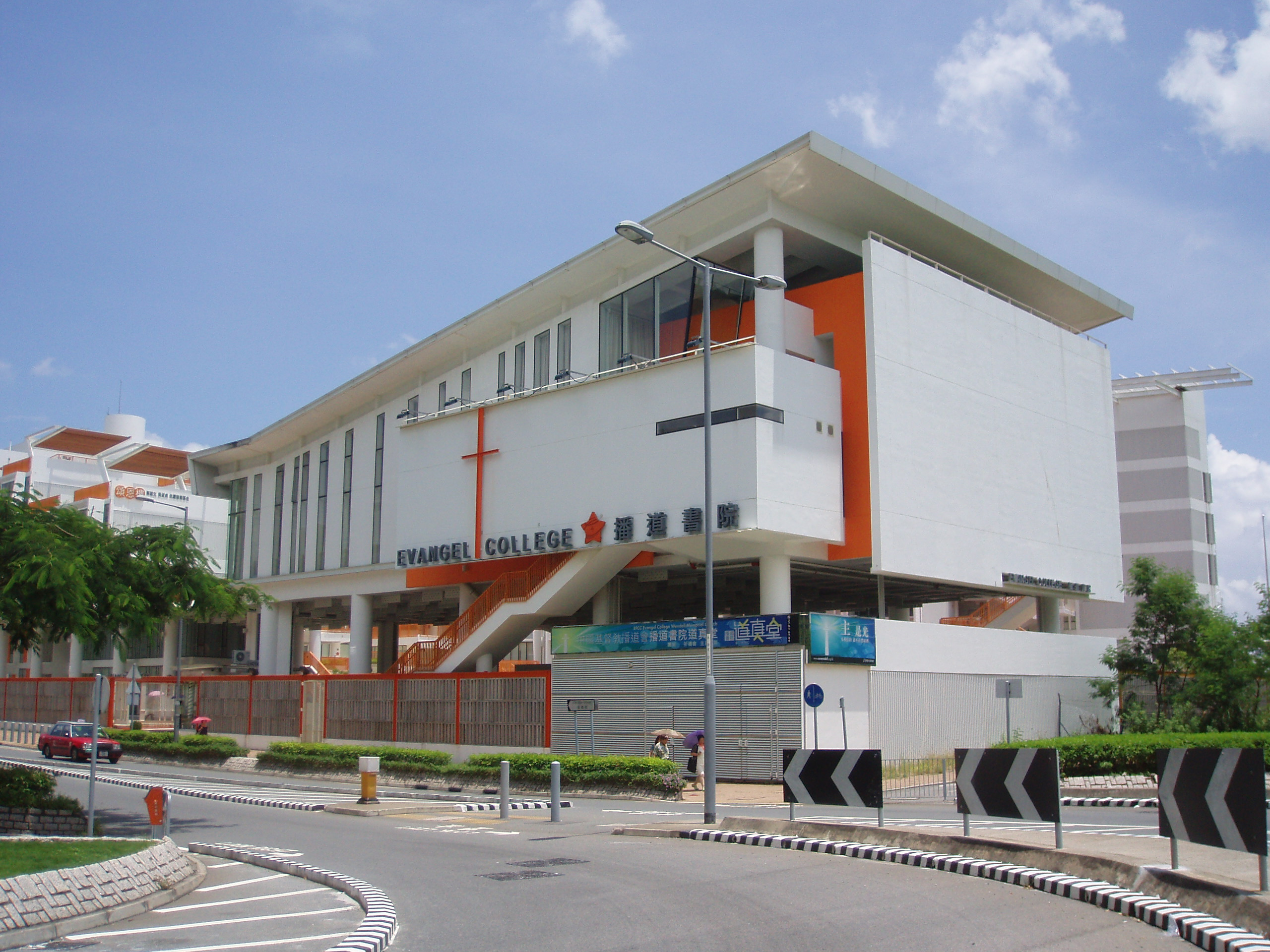
播道書院道真堂

- 屯門福音堂
- 景福堂
- 康福堂
- 信泉堂
- 山福堂
- 福安堂
- 寶雅福音堂
- 天福堂
- 厚恩堂
- 天恩堂
- 茵怡堂
- 屯恩堂
- 愉景灣國際堂
- 愛泉堂
- 福溢堂
- 播道書院道真堂
- 安福堂

### 宣道會

#### 基督教宣道會香港區聯會
- 九龍灣堂
- 大埔堂
- 大窩口堂
- 大澳堂
- 大興堂
- 天水圍堂
- 方舟之家
- 太和堂
- 屯門堂
- 屯門市中心堂
- 天頌堂
- 牛頭角堂
- 元朗堂
- 元基堂
- 北角堂
- 東涌堂
- 油塘堂
- 宣基堂
- 宣麗堂
- 愉景灣堂
- 樂富堂
- 宣愛堂
- 以勒堂
- 石蔭堂
- 印尼信心堂
- 西環堂
- 沙田堂
- 沙角堂
- 希伯崙堂
- 利東堂
- 杏花邨堂
- 秀茂坪堂
- 利福堂
- 忠主堂
- 長亨堂
- 坪洲堂
- 長洲堂
- 青衣堂
- 青怡堂
- 青恩堂
- 青霖堂
- 活水堂
- 活石堂
- 美孚堂
- 美門堂
- 宣信堂
- 宣恩堂
- 香港仔堂
- 信愛堂
- 宣福堂
- 厚德堂
- 宣德堂
- 紅磡堂
- 盈豐堂
- 恩石堂
- 純光堂
- 茵怡堂
- 海怡堂
- 朗屏堂
- 真道堂
- 恩澳堂
- 海濱堂
- 荃灣堂
- 馬灣堂
- 柴灣堂
- 荔灣堂
- 康怡堂
- 深水埗堂
- 將軍澳堂
- 基福堂
- 國語堂
- 基蔭堂
- 富山堂
- 尊主堂
- 華基堂
- 華貴堂
- 景林堂
- 黃埔堂
- 愛主堂
- 愛民堂
- 愛禾堂
- 愛光堂
- 葵芳堂
- 愛荃堂
- 葵涌堂
- 頌安堂
- 筲箕灣堂
- 新興堂
- 翠屏堂
- 福蔭堂
- 德荃堂
- 廣恩堂
- 調景嶺新堂
- 廣福堂
- 蝴蝶灣堂
- 興華堂
- 錦鏽堂
- 嶺恩堂
- 藍田堂
- 證恩堂
- 麗瑤堂
- 寶湖堂
- 顯恩堂
- 觀塘堂
- 恩樂堂
- 五旬節堂
- 深恩堂

#### 基督教中華宣道會聯會
- 九龍塘宣道會
- 宣中堂
- 友愛堂
- 石籬堂
- 天澤堂
- 竹園堂
- 天耀堂
- 恩友堂
- 大圍堂
- 上水堂
- 粉嶺堂
- 華恩堂
- 港恩堂
- 大坑東堂
- 屯門興福堂
- 黃埔聯福堂
- 曉麗堂
- 長沙灣福盛堂
- 天澤堂
- 馬鞍山鞍盛堂
- 國際堂

### 五旬節宗

#### 四方福音會
- 四方福音會大角咀堂
- 四方福音會屯門堂
- 四方福音會隆亨耆年中心
- 四方福音會建生堂
- 四方福音會建生耆年中心
- 四方福音會活泉堂（英語）
- 四方福音會基石堂（英語）
- 四方福音會彩坪堂
- 四方福音會隆亨堂
- 華南四方福音會

#### 五旬節會

##### 九龍五旬節會
- 總堂
- 佐敦堂
- 沙田堂
- 粉嶺堂
- 暉明堂

##### 五旬節聖潔會

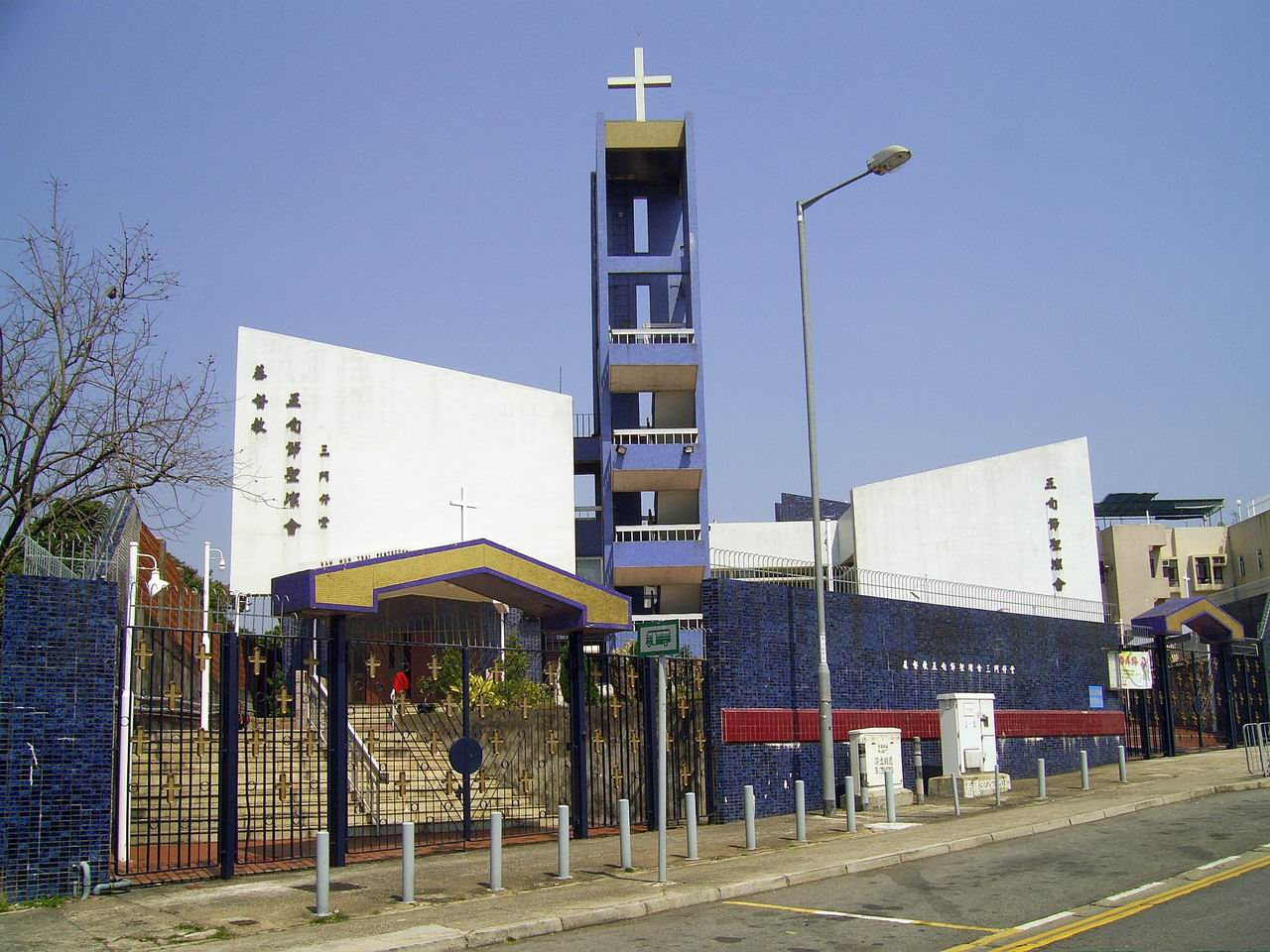
五旬節聖潔會三門仔堂

- 五旬節聖潔會永光區會
  - 永光堂
  - 大埔永光堂
- 五旬節聖潔會香港區會
  - 三門仔堂
  - 屯門堂
  - 西貢堂
  - 荃灣堂
  - 筲箕灣堂
  - 愛真理堂
  - 盧亨利紀念堂
  - 靈恩堂
  - 靈康堂
  - 靈光堂
- 五旬節聖潔會華人區會
  - 九龍堂
  - 沙頭角堂
  - 迦福堂

##### 基督教香港聯合五旬節教會
- 基督教香港聯合五旬節教會
  - 元朗總堂
  - 上環恩典堂
  - 基恩福音堂
- 新生命教會

##### 港九五旬節會
- 香港堂
- 九龍堂
- 溫哥華堂

#### 神召會

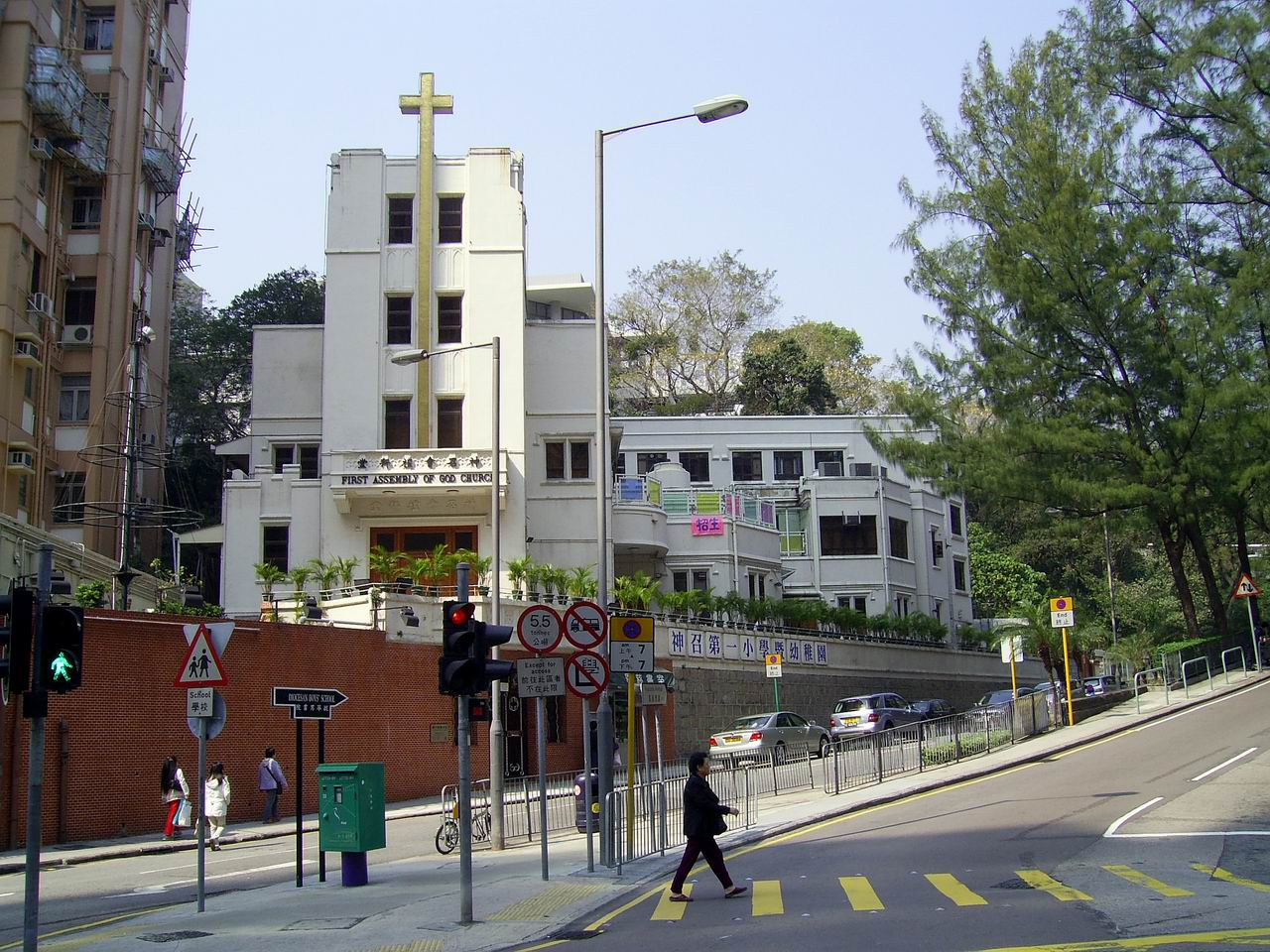
神召會禮拜堂

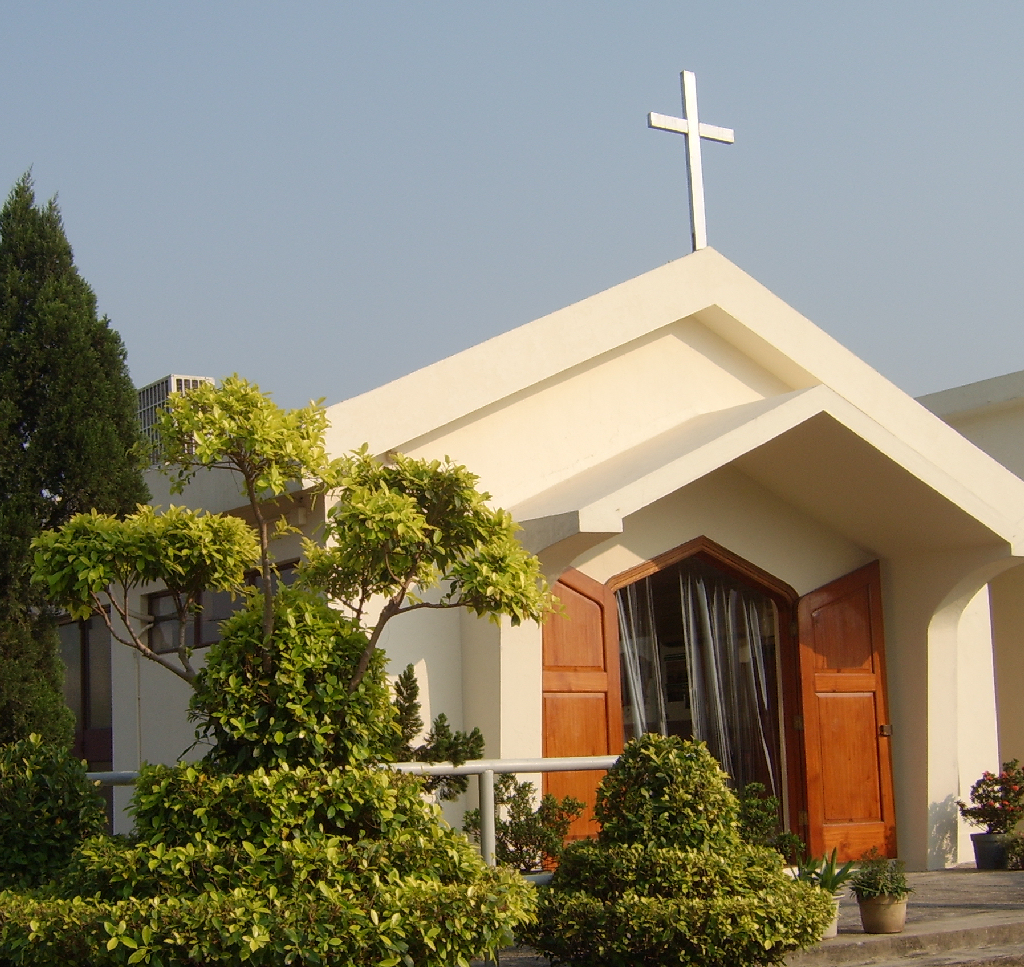
神召會禮拜堂 石崗支堂

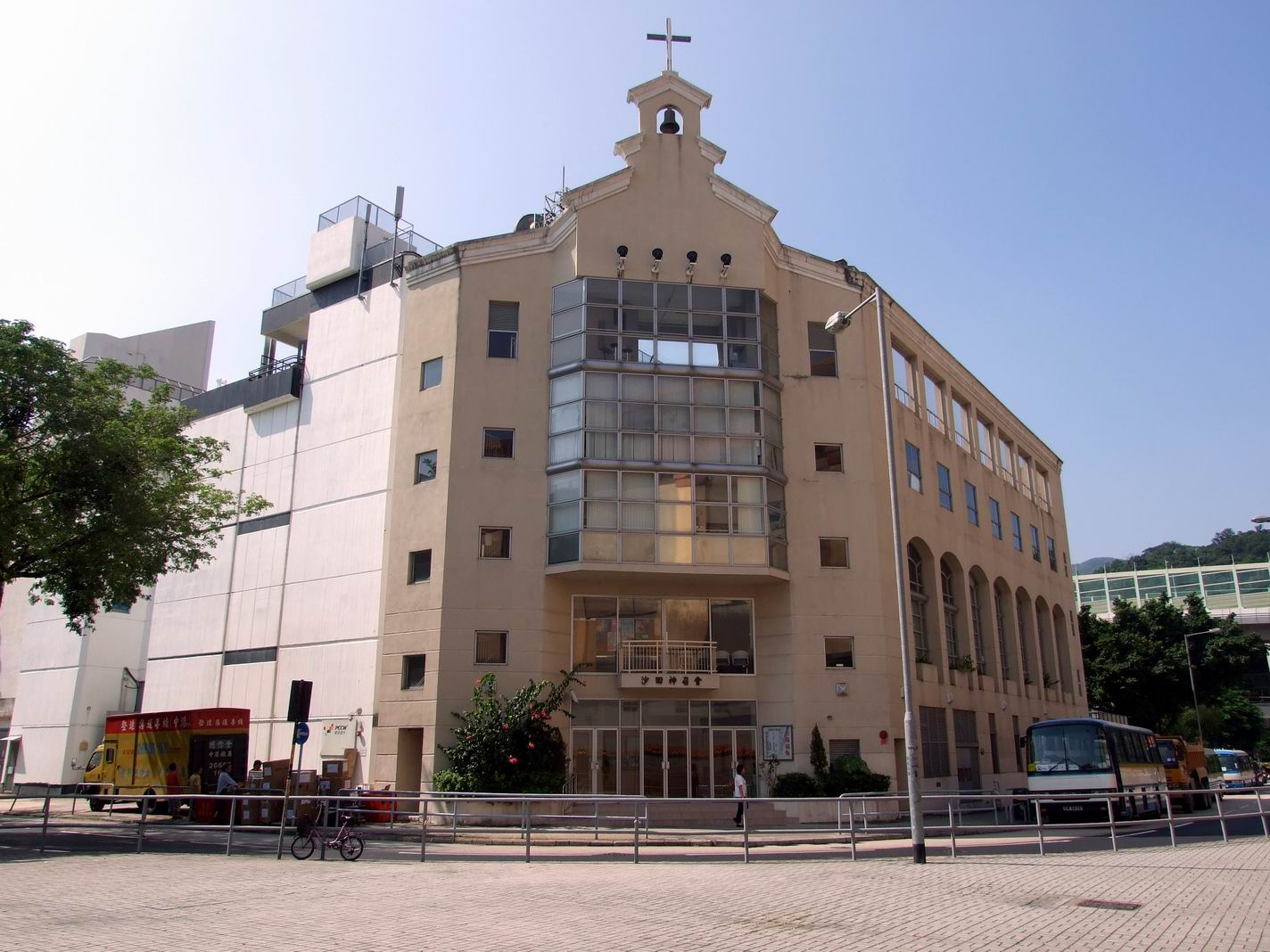
沙田神召會

##### 神召會仁愛福音教會
- 上水堂
- 元朗堂
- 觀塘堂
- 旺角堂
- 屯門堂

##### 亞洲神召宣教議會
- 九龍灣堂
- 神召會禮拜堂
  - 石崗堂
  - 天澤堂
  - 友愛堂
  - 恩典堂
  - 喜信堂
- 筲箕灣欣榮堂

##### 香港神召會協會
- 九龍城堂
- 大埔堂
- 屯門福音中心
- 竹園堂
- 沙田福音中心
- 秀茂坪堂
- 頌讚堂
- 榮恩堂
- 慈鳳佈道所
- 保羅堂
- 聖光堂
  - 盈豐分堂
- 頌恩堂
- 元朗福音中心
- 粉嶺神召會
  - 座堂
  - 小學聚會處
  - 恩光堂
  - 沙田聚會處（合一堂）

##### 新界神召會
- 新界神召會元朗堂
- 新界神召會屯門堂
- 新界神召會屏山堂
- 神召會石硤尾堂
- 華惠神召會
  - 長康堂
  - 慈雲山堂
  - 橫頭磡堂
  - 觀塘堂
- 神召會元朗錦光堂
  - 基督教尼泊爾錦光堂
- 沙田神召會
- 神召會西環堂
- 沙角堂
- 迦勒堂
- 景盛堂
- 耀主堂
- 彩蒲堂
- 旺角堂
- 葵湧堂
- 華人神召會
  - 旺角堂
  - 葵涌堂

#### 中華完備救恩會
- 大埔堂
- 屯門堂
- 西貢堂
- 赤柱堂
- 佐敦堂
- 塔門堂
- 筲箕灣堂

### 東方基督教會區聯會
- 旭光堂
- 道光堂
- 美光堂
- 美林堂
- 聖光堂
- 耀光堂

佈光堂

### 潮人生命堂聯會
- 基督教香港潮人生命堂
- 基督教筲箕灣潮人生命堂
- 基督教恩典生命堂
- 基督教華富村潮人生命堂
- 基督教荃灣潮人生命堂
- 基督教九龍城潮人生命堂
- 基督教樂傳生命堂
- 基督教豐盛生命堂
- 基督教慈雲山潮人生命堂
- 基督教尖沙咀潮人生命堂
- 基督教尖沙咀潮人生命堂沙田支堂
- 基督教新蒲崗潮人生命堂
- 基督教牛頭角潮人生命堂
- 基督教迦密村潮人生命堂
- 基督教九龍城潮人生命堂天城支堂

### 基督中心堂
- 基督中心堂（九龍塘）
- 基督中心堂（旺角）
- 基督中心堂（荃灣）
- 基督中心堂（荃美）
- 基督中心堂佐敦堂

### 中華傳道會
- 上水基督教會
- 中心堂
- 白沙灣基督教會
- 安柱堂
- 佳音堂
- 牧幼堂
- 青衣堂
- 活水堂
- 活石堂
- 活門堂
- 活道堂
- 紅磡基督教會
- 恩光堂
- 柴灣堂
- 祐寧堂
- 堅信堂
- 基石堂
- 盛福堂
- 葵興堂
- 福門堂
- 證基堂
- 澳門堂
- 新恩堂

### 中華便以利會
- 天盛堂
- 天盛堂
- 大埔堂
- 石硤尾堂
- 油麻地堂
- 筲箕灣堂
- 香港仔堂
- 長洲堂

### 基督教中國佈道會
- 九龍迦南堂（九迦）
- 九龍萬善堂（九萬）
- 九龍灣萬善堂（灣萬）
- 大埔迦南堂（埔迦）
- 尖沙咀迦南堂（尖迦）
- 沙田迦南堂（沙迦）
- 迦密聖道堂（迦聖）
- 香港迦南堂（港迦）
- 香港萬善堂（港萬）
- 深水埔迦南堂（深迦）
- 祥華堂（祥華）
- 柴灣萬善堂（柴萬）
- 基福堂（基福）
- 感恩堂（感恩）
- 聖道堂（聖道）
- 聖道迦南堂（聖迦）

### 香港宣教會

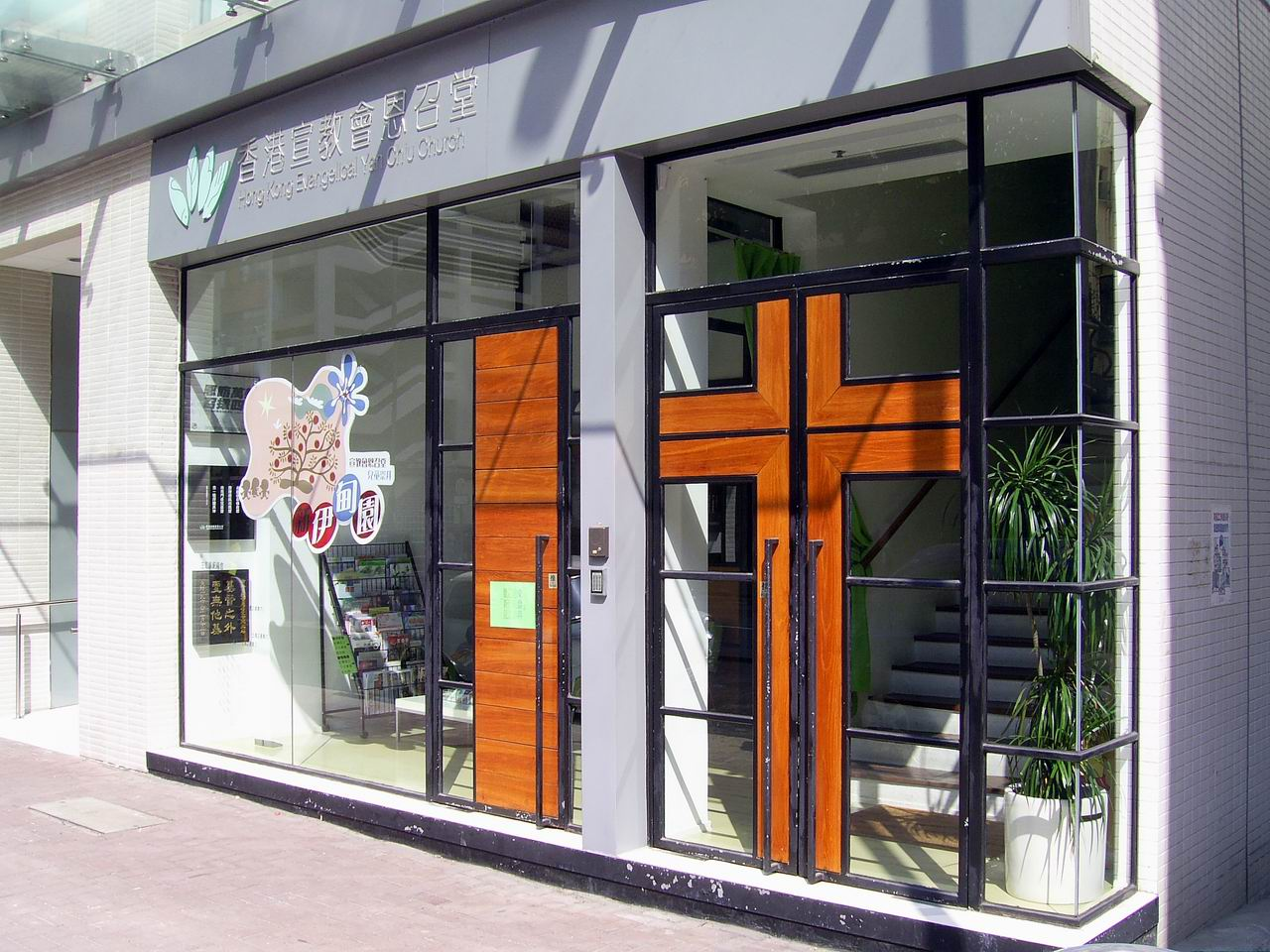
香港宣教會恩召堂

- 恩典堂
- 恩磐堂
- 恩雨堂
- 恩召堂
- 恩典堂
- 恩澤堂
- 恩錫堂
- 恩佑堂
- 恩基堂
- 恩盈堂
- 恩福堂
- 恩全堂
- 恩霖堂
- 恩浩堂
- 恩光堂
- 恩田堂
- 恩溢堂
- 恩耀堂
- 恩言堂
- 恩道堂

### 香港福州語福音佈道會
- 香港堂
- 荃灣堂

### 平安福音堂
- 將軍澳平安福音堂
- 啟德平安福音堂
- 九龍灣平安福音堂
- 上水平安福音堂
- 上葵涌平安福音堂
- 大圍平安福音堂
- 大埔平安福音堂
- 小瀝源平安福音堂
- 元朗平安福音堂
- 太子平安福音堂
- 屯門平安福音堂
- 牛頭角平安福音堂
- 尖沙咀平安福音堂
- 西環平安福音堂
- 西灣河平安福音堂
- 沙田平安福音堂
- 長沙灣平安福音堂
- 青衣平安福音堂
- 南屯門平安福音堂
- 界限街平安福音堂
- 柴灣平安福音堂
- 海濱平安福音堂
- 荔枝角平安福音堂
- 荃灣平安福音堂
- 馬鞍山平安福音堂
- 深水埗平安福音堂
- 富山平安福音堂
- 順寧道平安福音堂
- 黃竹街平安福音堂
- 葵涌平安福音堂
- 廣東道平安福音堂
- 觀塘平安福音堂
- 南昌街平安福音堂
- 天水圍平安福音堂

### 喜樂福音堂
- 喜樂福音堂
- 紅磡喜樂福音堂
- 元朗喜樂福音堂
- 石門喜樂福音堂
- 彩虹喜樂福音堂
- 觀塘喜樂福音堂
- 長沙灣喜樂福音堂

### 611靈糧堂
- 611 靈糧堂 （页面存档备份，存于）（主堂，位於荃灣荃貴街2-18號富麗花園A商場1字樓）
- 大埔611靈糧堂 （页面存档备份，存于）
- 奇妙611靈糧堂 （页面存档备份，存于）
- 新銳611靈糧堂 （页面存档备份，存于）
- 好好611靈糧堂 （页面存档备份，存于）

### 香港靈糧堂

#### 香港堂與分堂
- 香港靈糧堂（主堂，位於銅鑼灣禮頓道）
- 大埔靈糧堂
- 東涌靈糧堂
- 藍田靈糧堂
- 鑽石山靈糧堂
- 荔枝角靈糧堂
- 馬鞍山靈糧堂
- 荃灣靈糧堂

#### 新界五堂
- 洪水橋靈糧堂
- 屯門靈糧堂
- 元朗靈糧堂，位於元朗大馬路
- 元福靈糧堂，位於元朗擊壤路
- 靈糧學舍，位於元朗欖口村

#### 獨立堂會
- 九龍靈糧堂，位於九龍城嘉林邊道
- 主恩靈糧堂，位於九龍城界限街
- 旺角靈糧堂
- 沙田靈糧堂

#### 其他
- 西環靈糧堂
- 將軍澳主恩堂

### 基督教樂道會
- 九龍城堂
- 元朗堂
- 尖沙咀堂
- 何文田堂
- 沙田堂
- 荃灣堂
- 將軍澳堂
- 深水埗堂

### 協基會
- 路加堂
- 錫安堂
- 主恩堂
- 恩慈堂
- 嶺英堂
- 馬可堂
- 恩景堂

### 聚會所

#### 香港基督徒聚會所
- 尖沙咀基督徒聚會所：九龍尖沙咀金巴利街7-11號安寧大廈4樓
- 長沙灣基督徒聚會所：九龍深水埗長沙灣道15-19號二樓
- 北角基督徒聚會所：香港北角堡壘街25-27號地下
- 西環基督徒聚會所：香港西環德輔道西334號二樓
- 荃灣基督徒聚會所：新界荃灣街市街134號二樓
- 石蔭基督徒聚會所：新界葵涌打磚坪街93號維京科技商業中心A座3樓
- 葵芳基督徒聚會所：新界葵芳興芳路188號二樓

#### 香港召會
- 沙田聚會所（沙田大涌橋路，神召神學院舊校址）
- 馬鞍山聚會所
- 尖沙咀聚會所：尖沙咀金巴利道25號長利商業大廈16字樓
- 旺角聚會所
- 荃灣聚會所
- 灣仔聚會所
- 屯門聚會所
- 將軍澳聚會所
- 新蒲崗聚會所
- 青衣聚會所
- 上水聚會所
- 土瓜灣聚會所
- 香港科技大學聚會所
- 天水圍聚會所
- 鑽石山聚會所

#### 香港教會聚會所（基督徒管家）

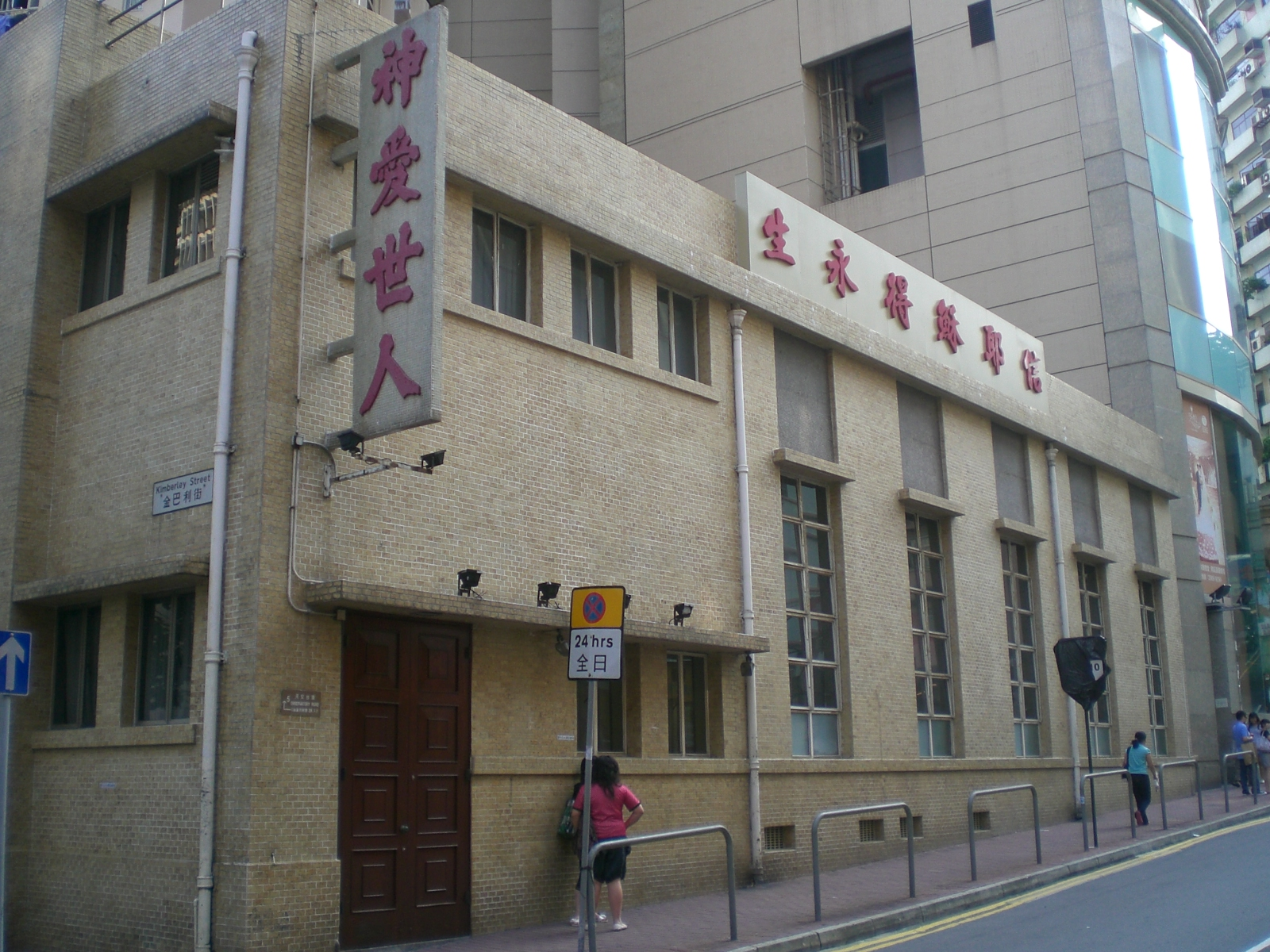
天文台道與金巴利街交界的香港教會聚會所 (基督徒管家)

- 尖沙嘴聚會所：九龍尖沙嘴天文臺道5號
- 銅鑼灣聚會所
- 觀塘聚會所
- 筲箕灣聚會所
- 將軍澳聚會所
- 新蒲崗聚會所
- 沙田聚會所
- 荃灣聚會所
- 屯門聚會所
- 元朗聚會所
- 葵涌聚會所
- 粉嶺聚會所

### 基督教會聖徒聚會所
- 基督教會聖徒聚會所（位置在土瓜灣馬頭涌道）
- 聖徒聚會所（早年由土瓜灣堂分出來的，位置在旺角窩打老道，現時已與「母堂」沒有正式關係）
- 基督教會聖徒聚會所禧年堂
- 基督教會聖徒聚會所喜德堂

### 香港基督徒聚會中心
- 香港堂
- 澳門堂

### 香港貴格會
- 香港貴格會

### 基督教門諾會香港聯會
- 信恩堂
- 望恩堂
- 愛恩堂

### 基督教敬拜會
- 基督教敬拜會第六區（炮台山）
- 基督教敬拜會九龍區（佐敦）
- 基督教敬拜會東九區（觀塘）
- 基督教敬拜會633區（長沙灣）
- 基督教敬拜會荃灣區（荃灣）
- 基督教敬拜會大埔區（大埔）
- 基督教敬拜會上水區（上水）

### 筲箕灣福音堂（聯會）
- 主恩福音堂
- 筲箕灣福音堂
- 柴灣福音堂

### 九龍城福音堂
- 得寶堂
- 曉光堂
- 得恩堂

### 靈光堂
- 牛頭角靈光堂
- 沙田靈光教會
- 基督教深井靈光堂
  - 屯門靈光堂
- 靈光中文堂
- 靈光英文堂

### 基督教復興教會
- 葵芳堂
- 真奧堂（將軍澳堂）
- 埔恩堂（大埔堂）

### 其他獨立教會
- 基督教銘恩堂
  - 大埔堂
  - 粉嶺堂
  - 葵涌堂
  - 上水堂
  - 九龍灣堂
- 基督教海面傳道會
  - 鴨脷洲禮拜堂
- 香港神託會
- 大角咀
  - 甦靈教會 （页面存档备份，存于）
  - 歡欣頌基督教會
- 荃灣
  - 基督教基恩會（荃灣堂）
- 屯門
  - 基督教基恩會（屯門堂）
  - 基督教信心會屯門福音堂
  - 基督教信心會藍地福音堂
- 元朗
  - 418路教會
  - 迦密園上村基督徒佈道所
  - 迦琳基督教會
  - 香港基督教磐石教會
  - 基督國度教會
  - 基督教仁愛福音教會（元朗堂）
  - 基督教信心會元朗福音堂
  - 基督教主恩堂
- 粉嶺
  - 粉嶺基督教恩臨堂
- 深水埗
  - 春天教會
  - 基督路小教會
  - 基督教善樂堂
- 將軍澳
  - 基督教會基樂堂
- 上水
  - 佳音基督教會
  - 基督教顯恩堂
- 東涌
  - 愛耶穌教會
  - 基督徒信望愛堂逸東堂
- 灣仔
  - 葡萄樹教會
  - 香港城市教會
  - 香港日本基督者教會
- 九龍
  - 基督教中福教會
- 北角
  - 國際神召會
  - 基督教上海禮拜堂
- 葵涌
  - 復興基督徒教會
- 青衣
  - 基督教磐石教會
- 九龍城
  - 中華基督教閩南三一堂 （页面存档备份，存于）
    - 九龍堂
    - 北角堂

### 香港神的教會
- 香港神的教會總辦事處（荔灣花園）

- 香港神的教會（筲箕灣）
- 香港神的教會（上環）

- 香港神的教會（觀塘萬泰利廣場）
- 香港神的教會（牛頭角定安街）
- 香港神的教會（葵芳月波樓）
- 香港神的教會（葵芳豪勝閣）
- 香港神的教會（葵芳悅龍樓）
- 香港神的教會（大圍積信街）
- 香港神的教會（大圍麗星樓）
- 香港神的教會（大埔廣福道）
- 香港神的教會（屯門中央廣場）
- 香港神的教會（元朗永富閣）
- 香港神的教會（元朗屏山）
- 香港神的教會（天水圍屏湖花園）

### 香港華人基督會
- 母堂：何文田堂（何文田）
- 基愛堂（長沙灣）
- 瀝源堂（沙田）
- 頌真堂（大埔）
- 麗和堂（大埔）
- 煜明堂（將軍澳）
- 華豐堂（沙田）

## 基督新教系統的新興宗派（非主流基督宗教）教會
基督宗教教會的神學、教義和宗教核心與一般基督宗教存在差異，可基於以下五個基準分辨：
1. 聖經權柄
2. 三一論
3. 關於基督位格和救贖
4. 基督再臨
5. 教會論

### 耶穌基督後期聖徒教會（即摩門教）

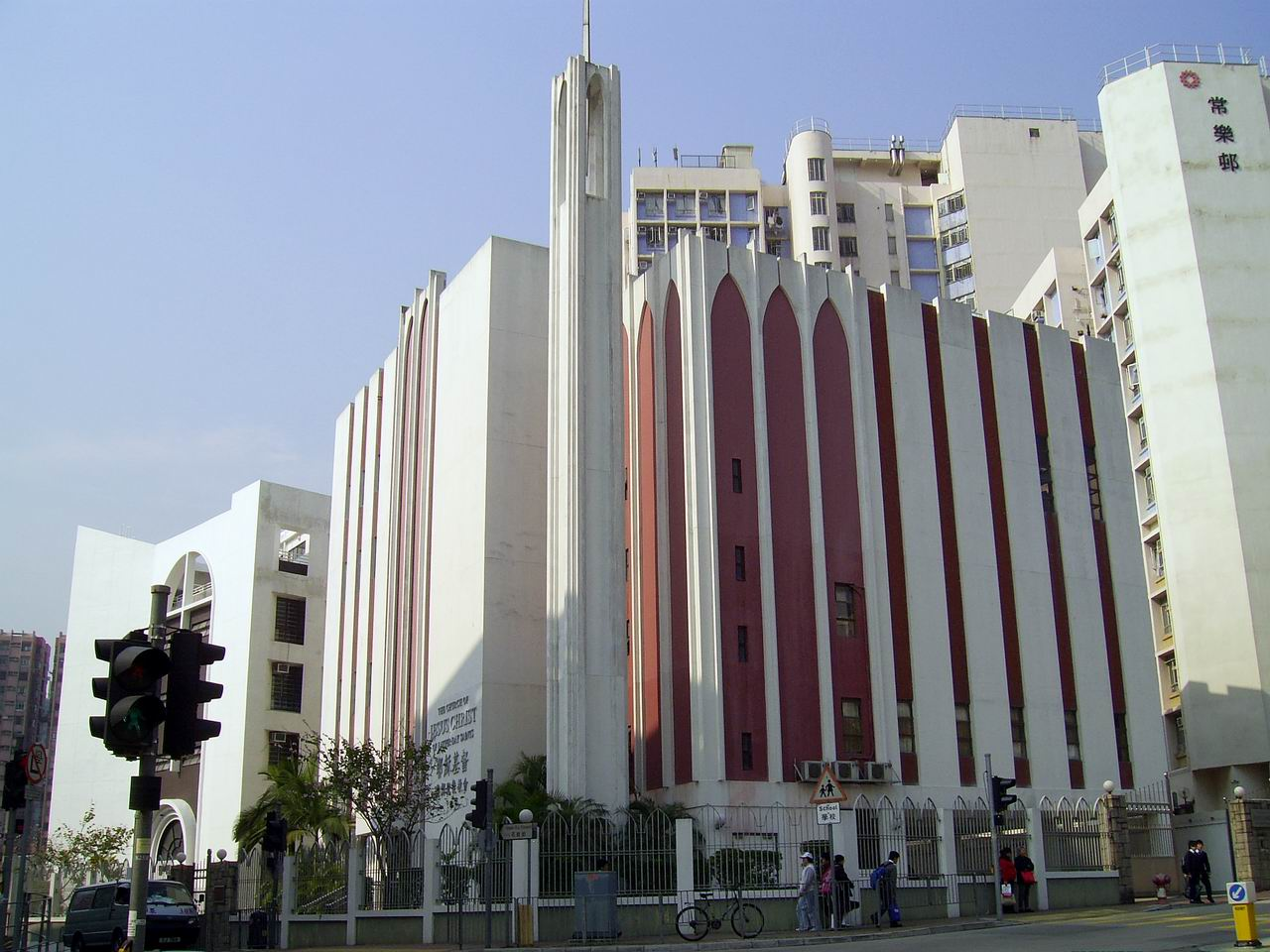
耶穌基督後期聖徒教會九龍支聯會尖沙咀支會

#### 中國香港支聯會
- 薄扶林支會
- 香港仔支會
- 銅鑼灣支會
- 柴灣支會
- 觀塘支會
- 牛頭角支會
- 將軍澳支會
- 西環支會

#### 中國香港九龍支聯會
- 長沙灣支會
- 葵涌支會
- 深水埗支會
- 尖沙咀支會
- 青衣支會
- 荃灣支會
- 東涌分會

#### 吐露港支聯會
- 馬鞍山支會
- 沙田支會
- 上水支會
- 大埔支會
- 大圍支會
- 太和支會

#### 香港新界支聯會
- 蝴蝶支會
- 洪水橋支會
- 天水圍支會
- 屯門支會
- 元朗第一支會
- 元朗第二支會
- 澳門分會

### 基督復臨安息日會（簡稱安息日會）
荃灣
- 山光教會（荃灣港安醫院）
- 荃灣教會

屯門／元朗
- 屯門教會
- 元朗教會

沙田
- 沙田教會

九龍區
- 九龍教會（九龍旺角界限街52號）
- 九龍華語教會 (九龍旺角界限街52號)
- 豐盛復臨中心 (詩歌舞街14號九龍三育中學)
- 白田佈道所（白田邨裕田樓）
- 新蒲崗教會
- 聖經講座（尖沙咀山林道）

港島區
- 先導紀念堂中文堂（香港筲箕灣道29號興祥大廈1樓C-F座)
- 國際教會 (暫址：詩歌舞街14號九龍三育中學周氏分校)
- 小西灣教會 (香港筲箕灣道29號興祥大廈1樓C-F座)

大埔區
- 菲僑教會（大埔廣福道）
- 大埔教會
- 港安教會（司徒契道港安醫院）
- 太和福音堂

西貢／將軍澳區
- 西貢教會
- 海光教會（三育書院）

馬鞍山
- 恆安佈道所（馬鞍山）

### 真耶穌教會
- 香港教會
- 九龍教會
- 西區教會
- 鴨洲教會
- 荃灣教會
- 大埔教會
- 樟木頭教會
- 沙頭角教會

### 香港基督教錫安教會
- 九龍灣國際展貿中心

### 統一教
- 香港世界和平統一家庭聯合會

### 基督門徒福音會
- 大埔分會
- 中環分會
- 元朗感恩堂
- 西灣河分會
- 沙田分會
- 旺角分會
- 將軍澳分會
- 觀塘分會
- Grace Branch